# Bulharsko
Bulharsko (bulharsky България, Bălgarija), plným názvem Bulharská republika, je stát v jihovýchodní Evropě. Nachází se ve východní části Balkánu přímo na jih od Dunaje, západně od Černého moře. Na jihu sousedí s Řeckem a Tureckem,  na západě se Srbskem a Severní Makedonií a na severu s Rumunskem. Velká část povrchu Bulharska je hornatá s nejvyšší horou celého Balkánu; podnebí má na severu ráz kontinentální, na jihu a východě středomořský. Na ploše asi 111 000 km² žije 6,4 milionu obyvatel; je 16. největší zemí Evropy. Dělí se na 28 oblastí, hlavním a největším městem je Sofie, mezi další velká města patří Plovdiv, Varna a Burgas. Bulhaři tvoří 89 % obyvatel, největší menšinou jsou Turci, úředním jazykem je bulharština, tři pětiny obyvatel se hlásí k pravoslaví.  
Jednou z nejstarších společností na území dnešního Bulharska byla neolitická karanovská kultura, jejíž počátky sahají do doby 6 500 let př. n. l. Od 6. do 3. století př. n. l. byla oblast bojištěm starověkých Thráků, Peršanů, Keltů a Makedonců; stabilitu přineslo až dobytí oblasti Římskou říší v roce 45 n. l. Po rozpadu římského státu se v regionu znovu objevily kmenové nájezdy. Kolem 6. století tato území osídlili raní Slované. Bulhaři pod vedením Asparucha zaútočili z území Starého Velkého Bulharska a koncem 7. století trvale obsadili Balkán. Založili První bulharskou říši, kterou v roce 681 n. l. vítězně uznala smlouvou Východořímská říše. Ta ovládla většinu Balkánu a významně ovlivnila slovanskou kulturu tím, že vytvořila písmo cyrilici. První bulharská říše trvala až do počátku 11. století, kdy ji dobyl a zničil byzantský císař Basileios II. Úspěšné bulharské povstání v roce 1185 založilo Druhou bulharskou říši, která dosáhla svého vrcholu za vlády Ivana Asena II (1218-1241). Po četných vyčerpávajících válkách a feudálních bojích se říše rozpadla a v roce 1396 se na téměř pět století dostala pod osmanskou nadvládu.  
Výsledkem rusko-turecké války v letech 1877-78 byl vznik třetího a současného bulharského státu. Mnoho etnických Bulharů zůstalo mimo hranice nového státu, což podnítilo iredentistické nálady, které vedly k několika konfliktům se sousedy a ke spojenectví s Německem v obou světových válkách. V roce 1946 se Bulharsko dostalo do východního bloku vedeného Sovětským svazem a stalo se socialistickým státem. Vládnoucí komunistická strana se po revolucích v roce 1989 vzdala monopolu na moc a umožnila volby více stran. Bulharsko poté přešlo k demokracii a tržnímu hospodářství.         
Bulharsko je unitární parlamentní republikou s vysokou mírou politické, správní a hospodářské centralizace, s prezidentem jako ceremoniální hlavou státu, zákonodárným orgánem je  jednokomorové Národní shromáždění. Bulharsko je rozvojová země s ekonomikou s vyššími středními příjmy, hospodářství je z velké části založeno na službách, dále na průmyslu - zejména strojírenství a těžebním průmyslu - a na zemědělství. Hlavním socioekonomickým problémem země je rozšířená korupce, Bulharsko patří k nejzkorumpovanějším zemím Evropské unie. Země se také potýká s demografickou krizí; v roce 1989 dosáhl počet obyvatel nejvyššího počtu 9 milionů a od té doby se snížil na 6,4 milionu. V indexu lidského rozvoje se země umístila na 68. místě na světě. Bulharsko je členem Organizace spojených národů, Severoatlantické aliance, Rady Evropy i Evropské unie a od března 2024 je součástí schengenského prostoru. Dále je členem Organizace černomořské ekonomické spolupráce, Světové obchodní organizace, Organizace pro bezpečnost a spolupráci v Evropě.        

## Název
Název Bulharsko je odvozen od jména Bulharů, kmene turkického původu, který založil První bulharskou říši. Jejich jméno není zcela objasněno a je obtížné ho sledovat před 4. stoletím n. l., ale pravděpodobně je odvozeno od prototureckého slova bulģha („míchat“, „třást“, „míchat“) a jeho odvozeniny bulgak („vzpoura“, „nepořádek“), význam lze dále rozšířit na „vzbouřit se“, „podněcovat“ nebo „vyvolat stav nepořádku“, a tedy v odvozenině „rušitelé“. Podobně byly často popisovány i kmenové skupiny ve vnitřní Asii s fonologicky blízkými názvy, jako například Buluové, součást „pěti barbarských“ skupin, kteří byli během 4. století líčeni jako: „smíšená rasa“ i jako „výtržníci“.

## Historie

### Rané dějiny

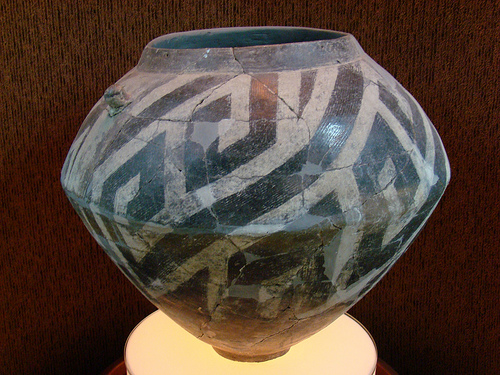
Karanovská keramika

Z období 150 000 let př. n. l. pocházejí stopy po komunitách neandrtálců. Karanovská kultura, kterou archeologové umísťují do období okolo roku 6500 př. n. l., již dospěla k zemědělství, jako jedna z mála neolitických kultur v této oblasti. O něco mladší kultura varnská (asi 4400-4100 př. n. l.) pak ke zpracování kovů, ba dokonce patrně právě tato kultura jako první na světě začala zpracovávat zlato. V hrobech blízko Varny se našly nejstarší zlaté šperky světa.

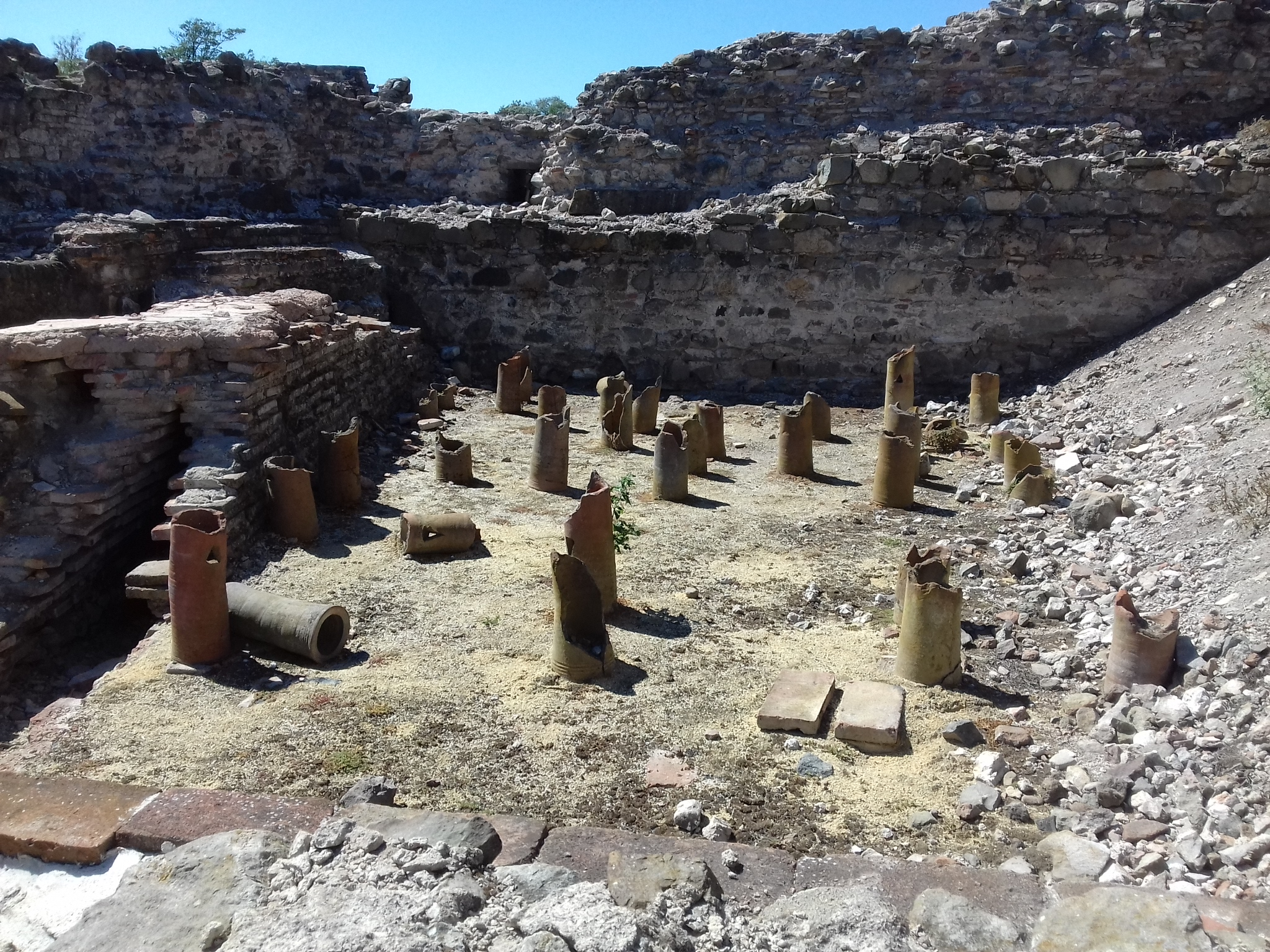
Ruiny Develtosu

Nejstarším známým kmenem Bulharska byli Thrákové. Působili na území současného Bulharska ve 12. století př. n. l. a stali se tak jedním ze tří etnik, z nichž byl složen bulharský národ, spolu s turkickými Protobulhary a Slovany.
 

Od 8. století př. n. l. vznikaly na černomořském pobřeží početné řecké osady. Některé zanikly, jako Pistiros, Develtos nebo Heraclea Sintica, některé existují dodnes pod jinými názvy - řecké kořeny má Varna (Odessos), Nesebar (Mesembria), Pomorie (Anchialos) nebo Stara Zagora (Beroe).

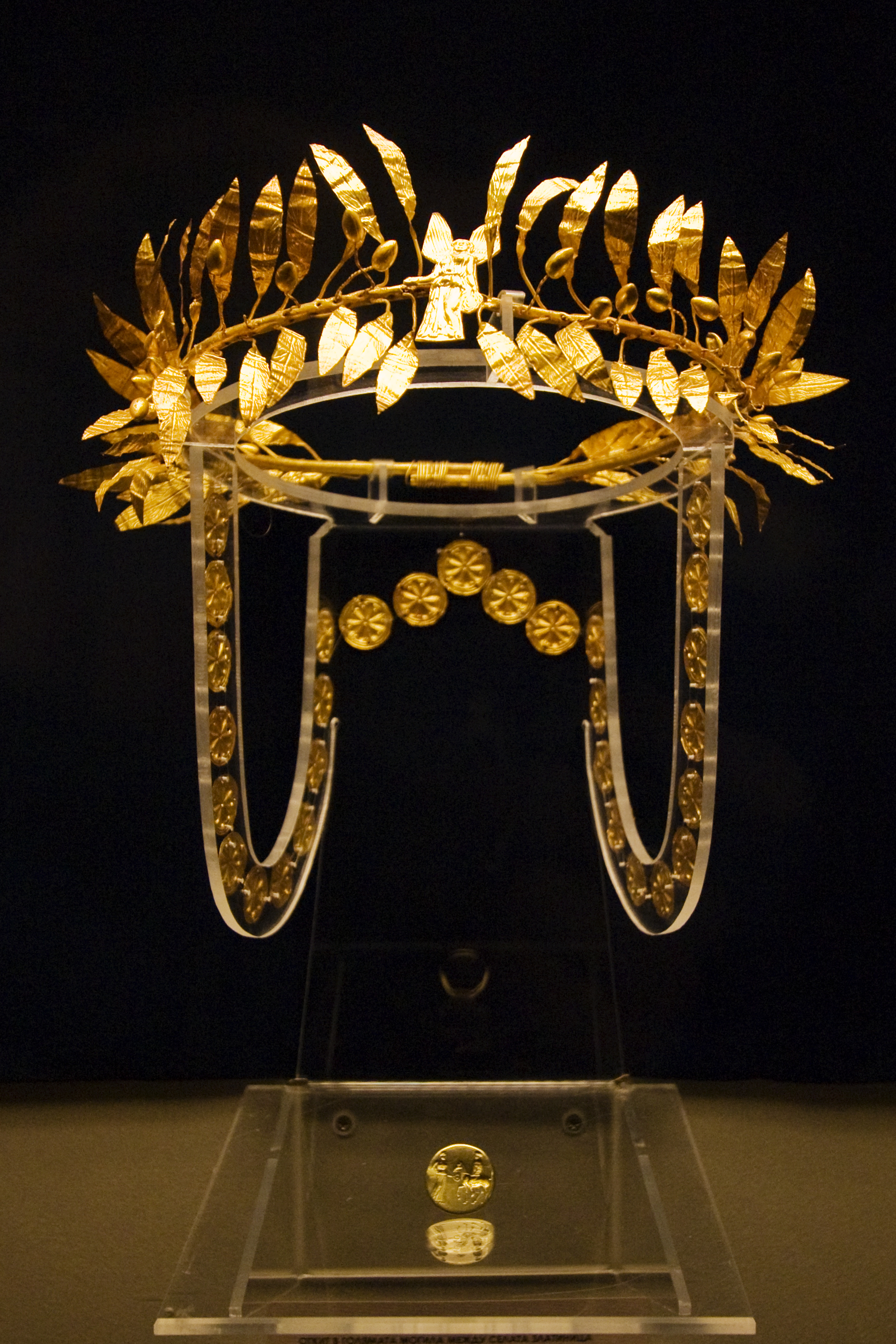
Odryská čelenka

Perská Achaimenovská říše dobyla většinu současného Bulharska v 6. století př. n. l. a udržovala si nad tímto územím kontrolu až do roku 479 př. n. l. Odpor k Peršanům Thráky sjednotil a vedeni Teresem I. vytvořili Odryské království. To bylo roku 341 ovládnuto Filipem II. Makedonským, ve 3. století bylo napadeno Kelty, aby se nakonec roku 45 stalo součástí Římské říše, jakožto provincie Thrákie. Ve 4. století na území dnešního Bulharska, v římské osadě Nikopolis ad Istrum (asi 30 km severně od Veliko Tarnovo), působil křesťanský ariánský kněz Wulfila a přeložil zde značnou část Bible z řečtiny do gótštiny. Po pádu Říma, od roku 476, oblast ovládala Byzanc, ale vytížena boji s Peršany nedokázala zabránit vpádu nových kmenů. V 6. století tudíž vstoupili na území dnešního Bulharska první Slované, v 7. století pak kočovní turkičtí Protobulhaři, kteří přišli z útvaru zvaného Staré Velké Bulharsko (též Onogurský chanát), které založil kagan Kuvrat, avšak leželo na území dnešní Ukrajiny. Vůdcem těchto migrujících Protobulharů byl Asparuch.

### První bulharská říše

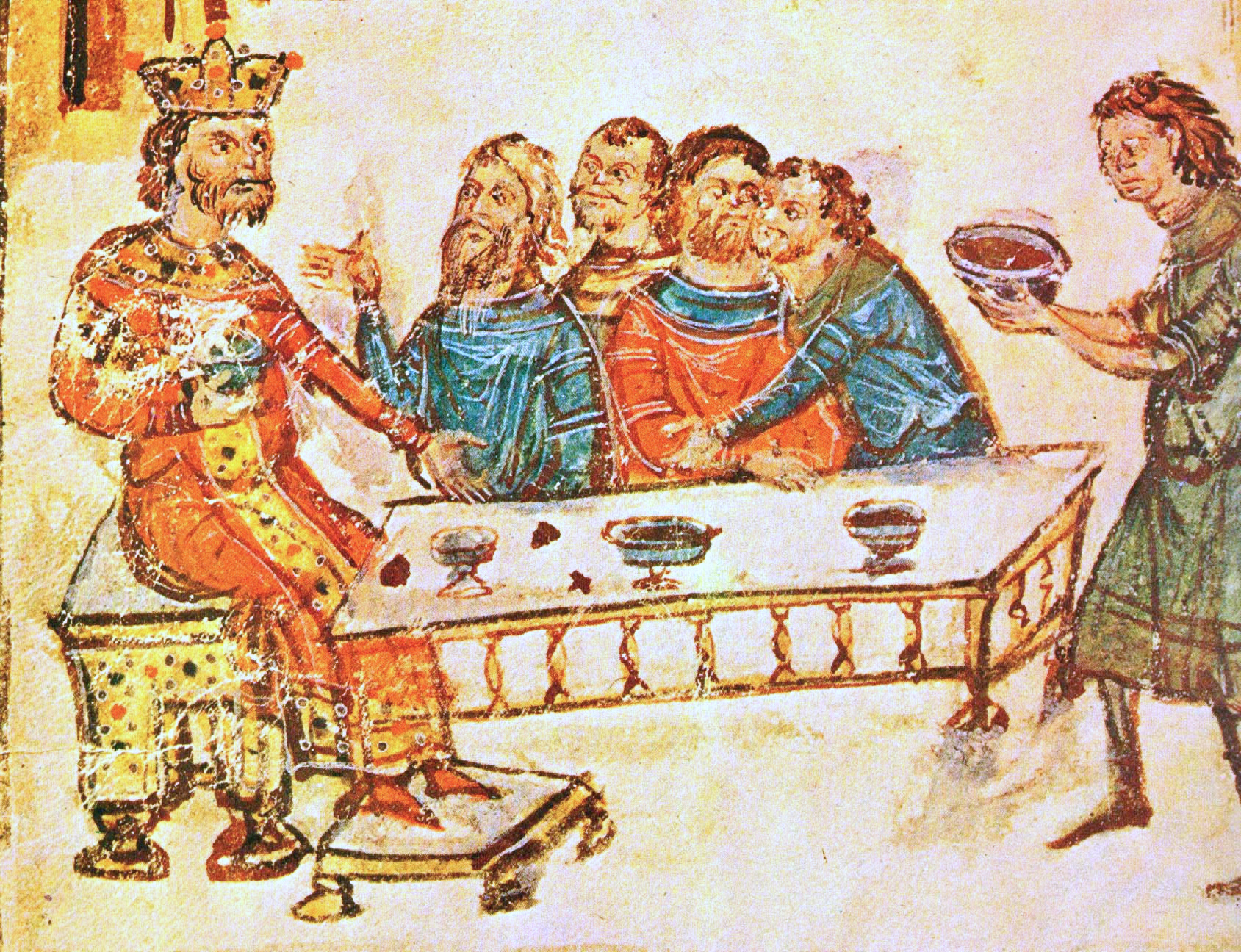
Chán Krum slaví se svými šlechtici po bitvě u Plisky. Jeho služebník (vpravo) nese víno v šálku z lebky Nikefora I.

První bulharský stát založil v roce 681 chán Asparuch poté, co uzavřel smlouvu s byzantským císařem, jíž bylo Protobulharům (vládnoucí menšině) a Slovanům (ovládané většině) dovoleno sídlit v Moesii. Hlavním městem bulharského státu byla Pliska, která se nacházela na severovýchodě dnešního Bulharska.
Pod vládou Kruma Bulharsko zdvojnásobilo své území. Krum též nechal sepsat první zákoník a zastavil byzantskou invazi v bitvě u Plisky, v níž byl zabit byzantský císař Nikeforos I. Roku 813 se Krum dokonce neúspěšně pokusil dobýt Konstantinopol. Král Omurtag začal politicky pracovat na spojení Protobulharů a Slovanů do jednoho národa. Symeon I., za jehož vlády dosáhl bulharský stát největšího rozmachu a politického významu, jeho dílo dokončil a dal Bulharům natrvalo slovanský jazyk.

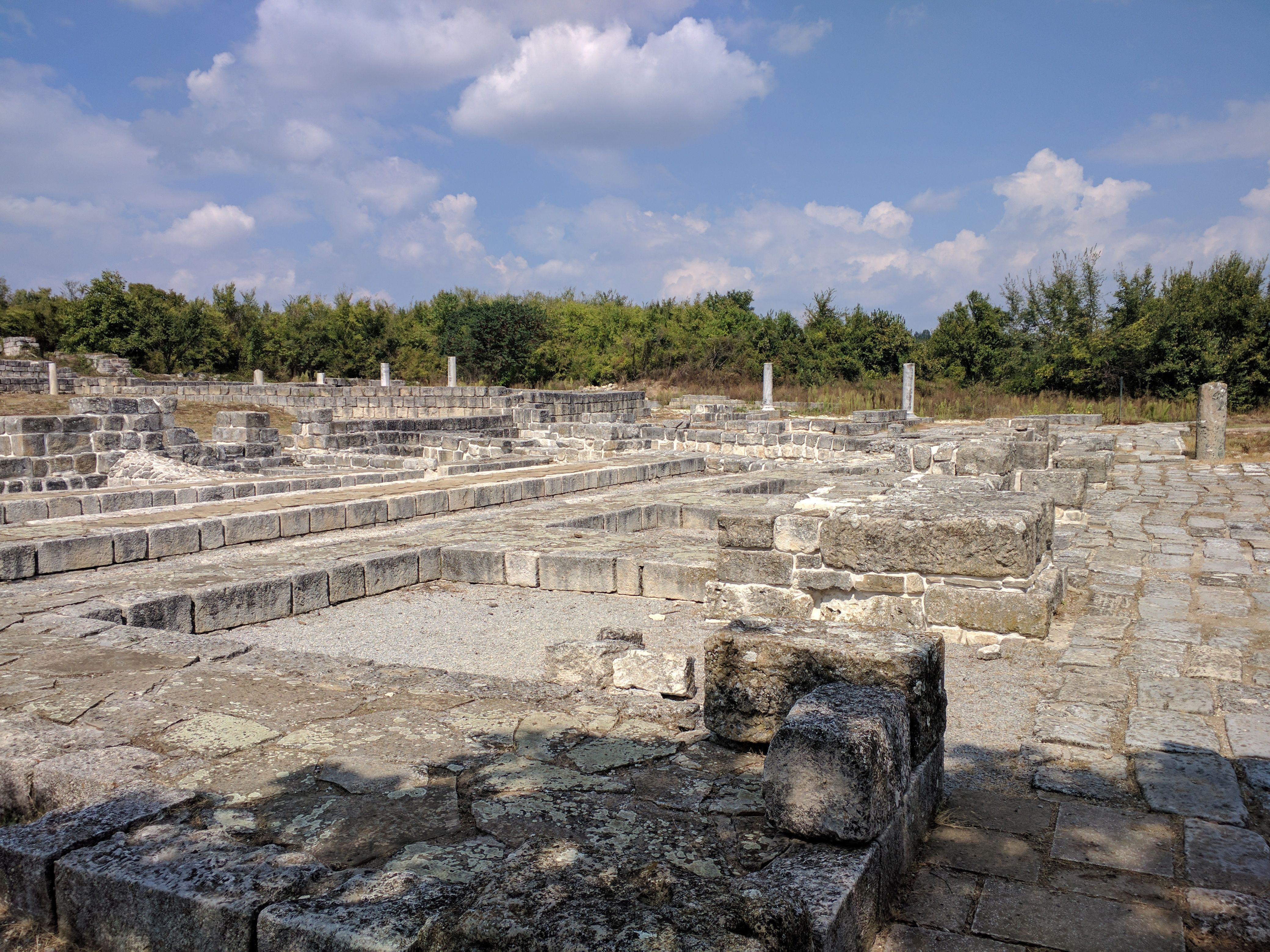
Ruiny preslavského hradu

V roce 864, za Borise I., přijali Bulhaři křesťanství východního ritu jako státní náboženství, s řečtinou jako liturgickým jazykem. Následovalo logické kulturní navázání na Byzanc. Aby ho Boris oslabil, poskytl v Bulharsku azyl Metodějovým žákům, kteří byli vyhnáni z Velké Moravy. Jimi propagovaná slovanská liturgie se vzápětí v Bulharsku rychle rozšířila. Stejně jako cyrilice, písmo vyvinuté metodějovskými učenci v Preslavi, které mělo posléze ovlivnit kulturu celé východní Evropy.
V 10. století kulturní klima a náboženské obyčeje značně ovlivnilo bogomilství. V této době také zesílil tlak Byzance. Posledním panovníkem, který dokázal ještě čelit jejímu náporu, byl Samuel I. Krátce po jeho smrti první bulharské carství zaniklo (1018) a jeho území bylo začleněno do Byzantské říše. Po dobytí byzantský císař Basil II. zabránil povstání tím, že ponechal vládu místní šlechtě, začlenil ji do byzantské byrokracie a aristokracie a zbavil ji povinnosti platit daně ve zlatě. Místo toho povolil daň v naturáliích.

### Druhá bulharská říše

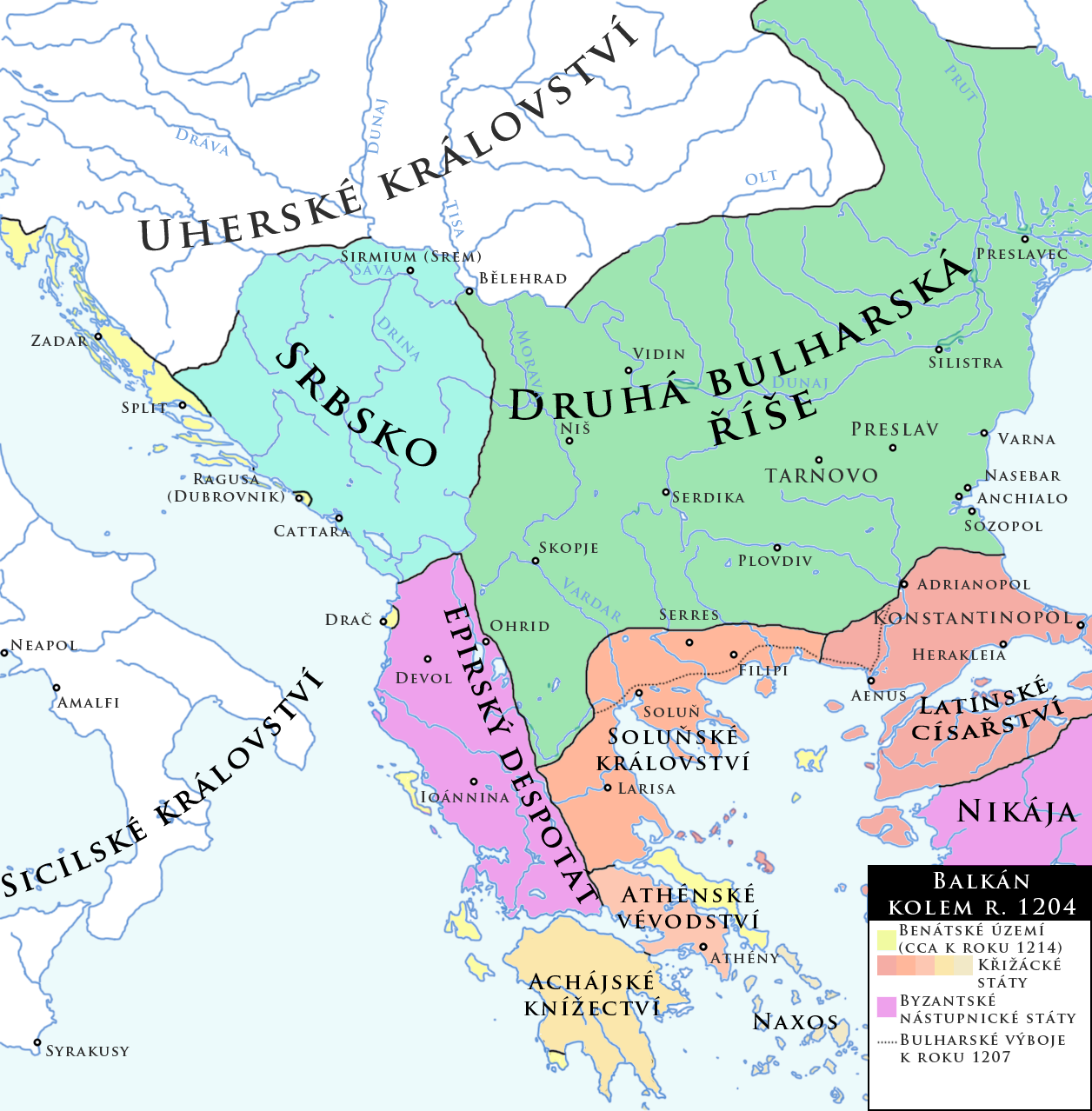
Druhá Bulharská říše kolem roku 1204

Bulhaři se přesto několikrát pokoušeli byzantské nadvládě vzepřít, největší vzpouru vedl roku 1040 Petr Deljan, ovšem neúspěšně. Když byla Byzanc oslabena seldžuckými Turky (bitva u Mantzikertu), vznikla ideální situace pro nové povstání a obnovu samostatnosti. Tu Bulharsko získalo v roce 1185 v důsledku povstání bratrů Asena, Petra a Kalojana, budoucích panovníků Bulharska. Tak vznikla takzvaná Druhá Bulharská říše s centrem ve Velikém Tarnovu. Kalojan mj. dobyl Bělehrad a uznal svrchovanost římského papeže. Roku 1205 Bulhaři pod Kalojanovým vedením drtivě zvítězili nad Latinským císařstvím, nástupnickým státem Byzance, v bitvě u Adrianopole, čímž zabezpečili svou nezávislost.

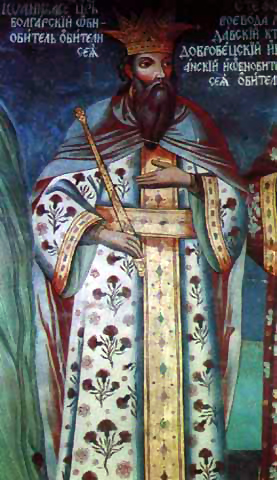
Ivan Asen II

Vrcholu dosáhla říše za vlády cara Ivana Asena II. (1218–1241), který ji rozšířil o Albánii a část Řecka (Epirus). V náboženských záležitostech se odklonil od Říma. Asenská dynastie vymřela v roce 1257, což zemi značně oslabilo. Ve stejném roce říši dobyli Mongolové. Proti nim vypuklo selské povstání, které vedl pastýř Ivajlo. Mongoly se podařilo vyhnat a Ivajlo usedl na trůn. S tím se však nesmířili šlechtici, cara svrhli a říše se rozdrobila na malá feudální panství (Vidinské carství, Dobrudžský despotát). Car Ivan Alexandr se navíc ve druhé polovině 14. století dostal pod tlak nového mocného souseda z jihu, Osmanské říše. Sultán Murad I. dobyl roku 1382 Sofii. Roku 1388 padl Šumen. V roce 1393 bylo vypleněno Tarnovo, po tříměsíčním obléhání. Pomoc křižáků vedených Zikmundem Lucemburským byla neúčinná, byli poraženi v bitvě u Nikopole. S pádem Vidinu v roce 1396 bylo Bulharsko do Osmanské říše plně začleněno, a to na téměř pět dalších století.
Bulharská šlechta byla zničena, rolnictvo podrobeno osmanským vládcům, mnoho vzdělaných duchovních uprchlo do ciziny. Křesťané byli považováni za podřadnou třídu a Bulhaři byli podrobeni těžkým daním (včetně devširme, neboli krevní daně). Většina obyvatelstva ztratila národní povědomí a identifikovala se pouze s pravoslavnou vírou. Bulharská identita se uchovávala jen u některých duchovních v izolovaných klášterech a v militantním katolickém společenství na severozápadě země. Zpočátku beznadějná situace se zlepšila poté, co začali Bulhary jako potenciální zbraň proti Turkům vnímat Rusové a Rakušané. Ti skrytě podporovali řadu bulharských povstání – v Tarnově v letech 1598 a 1686, Čiprovské povstání v roce 1688 a nakonec Karpošovo povstání v roce 1689.

### Třetí bulharský stát

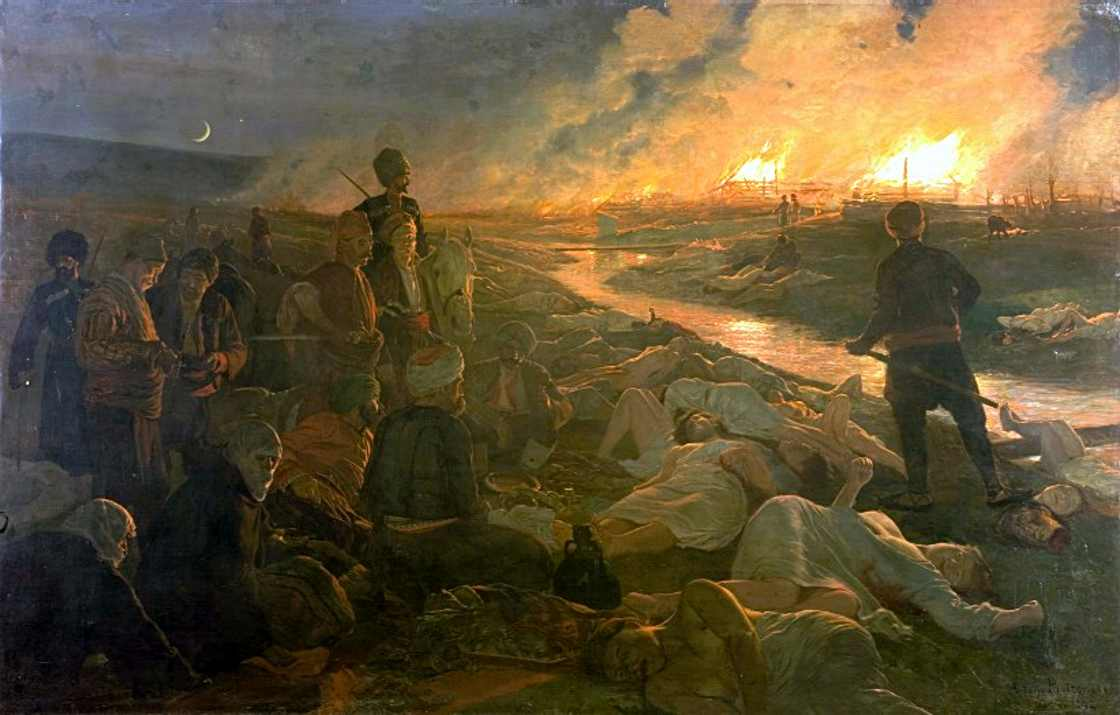
Masakr Bulharů v Bataku během Dubnového povstání proti Turkům roku 1876

Na konci 18. století začíná bulharské národní obrození, jehož klíčovým politickým představitelem byl Vasil Levski, intelektuálním pak Paisij Chilendarski. Zpočátku čistě kulturní hnutí se postupně měnilo v hnutí s politickými požadavky. V roce 1876 bylo krvavě potlačeno protiosmanské Dubnové povstání, při němž padl i další z vůdců národního hnutí, Christo Botev, vedle 30 000 dalších Bulharů. O rok později propukla rusko-turecká válka (1877–1878). Během známé bitvy o průsmyk Šipka se vyznamenali i bulharští dobrovolníci, tzv. opolčenci. Rusové zvítězili a jedním z důsledků tohoto vítězství byl vznik Bulharského knížectví v roce 1878. Sanstefanská mírová smlouva, podepsaná Rusy a Osmany, původně počítala se vznikem mnohem většího státu, zhruba v hranicích druhé bulharské říše. Západní velmoci však smlouvu okamžitě odmítly z obavy, že by tak velká země na Balkáně mohla ohrozit jejich zájmy. Berlínský kongres pak rozhodl o vzniku mnohem menšího státu, zahrnujícího pouze Moesii a oblast Sofie a ponechávajícího velké populace etnických Bulharů za hranicemi. To vyvolalo u Bulharů frustraci a významně přispělo k agresivnímu přístupu Bulharska k zahraniční politice v první polovině 20. století.

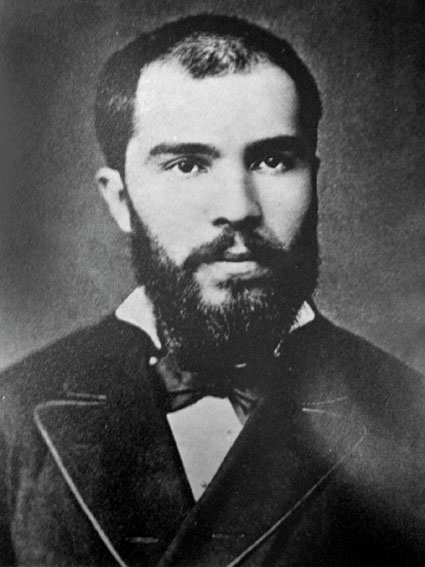
Stefan Stambolov

Prvním knížetem se stal Alexandr I., klíčovou politickou osobností byl premiér Stefan Stambolov. V roce 1885 byla ke knížectví připojena i do té doby autonomní součást Osmanské říše, Berlínským kongresem vytvořená Východní Rumélie. To ale radikální nacionalisty neuspokojilo. Dráždilo je, že část Bulharů zůstávala stále na území Turecka. Aktivní odpůrci založili hnutí Vnitřní makedonská revoluční organizace (Goce Delčev, Jane Sandanski ad.), které proti Osmanům provádělo bombové útoky a atentáty, ale páchalo i vraždy na nevinném obyvatelstvu. V roce 1908, dne 22. září, vyhlásil bulharský kníže Ferdinand ve Velikém Tǎrnovu nezávislost Bulharska na Osmanské říši a přijal titul cara. Kvůli následné militarizaci bylo Bulharsko často nazýváno "balkánské Prusko".

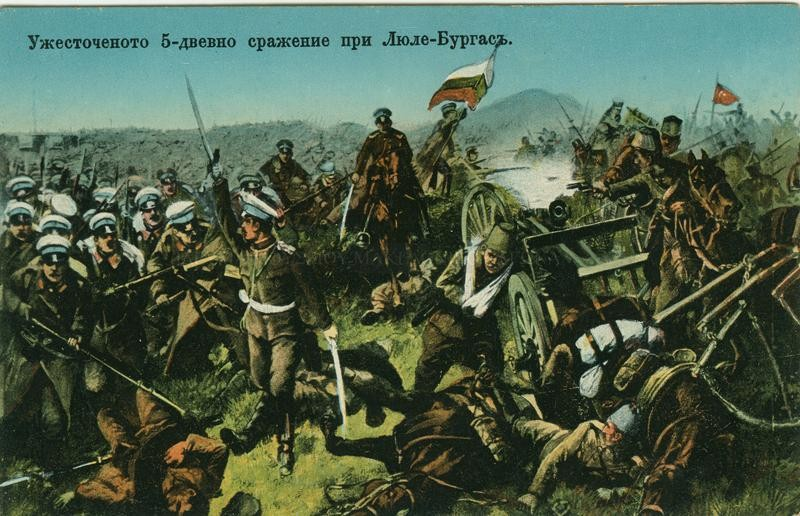
Pohlednice z první balkánské války

Roku 1912 se Bulharsko zapojilo spolu se spojenci z Balkánského spolku do první balkánské války s Osmanskou říší. Bulharská armáda dobyla město Odrin (dnes Edirne v Turecku) a jen o několik hodin prohrála s Řeckem „závod“ o obsazení Soluně. Vzhledem ke sporům se Srbskem o Makedonii a bezvýsledným mírovým jednáním vydal bulharský car Ferdinand I. v červnu 1913 rozkaz zaútočit na srbské pozice. Druhá balkánská válka dopadla pro Bulhary katastrofálně, Osmanské říši museli odstoupit Odrin, Rumunsko si vynutilo předání jižní Dobrudže.

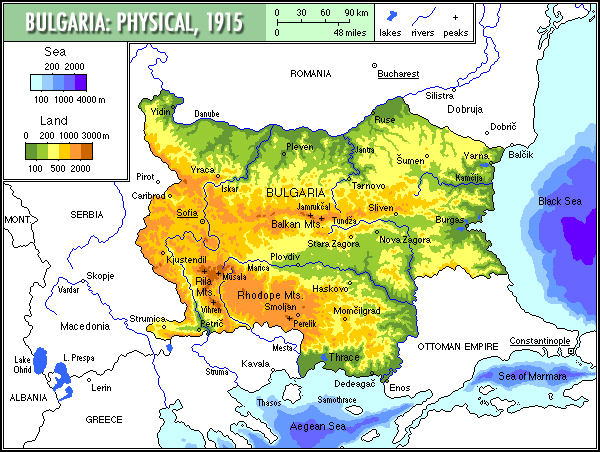
Bulharsko, království 1915

Po počáteční neutralitě vstoupilo na podzim roku 1915 Bulharsko do první světové války na straně ústředních mocností a vyhlásilo válku Srbsku. Cílem bylo zvrátit výsledky druhé balkánské války. Na frontu poslalo čtvrtinu své populace (1 200 000 mužů). První světová válka však skončila pro Bulharsko další národní katastrofou. Přišlo o mnohá území, z nichž se poté do Bulharska přistěhovalo asi 250 tisíc uprchlíků, což znamenalo další tlak na již tak zničené národní hospodářství. Přestože byl Bulharsku smluvně garantován alespoň přístup k Egejskému moři, po řecko-turecké válce o něj v důsledku přesídlování maloasijských Řeků přišlo.

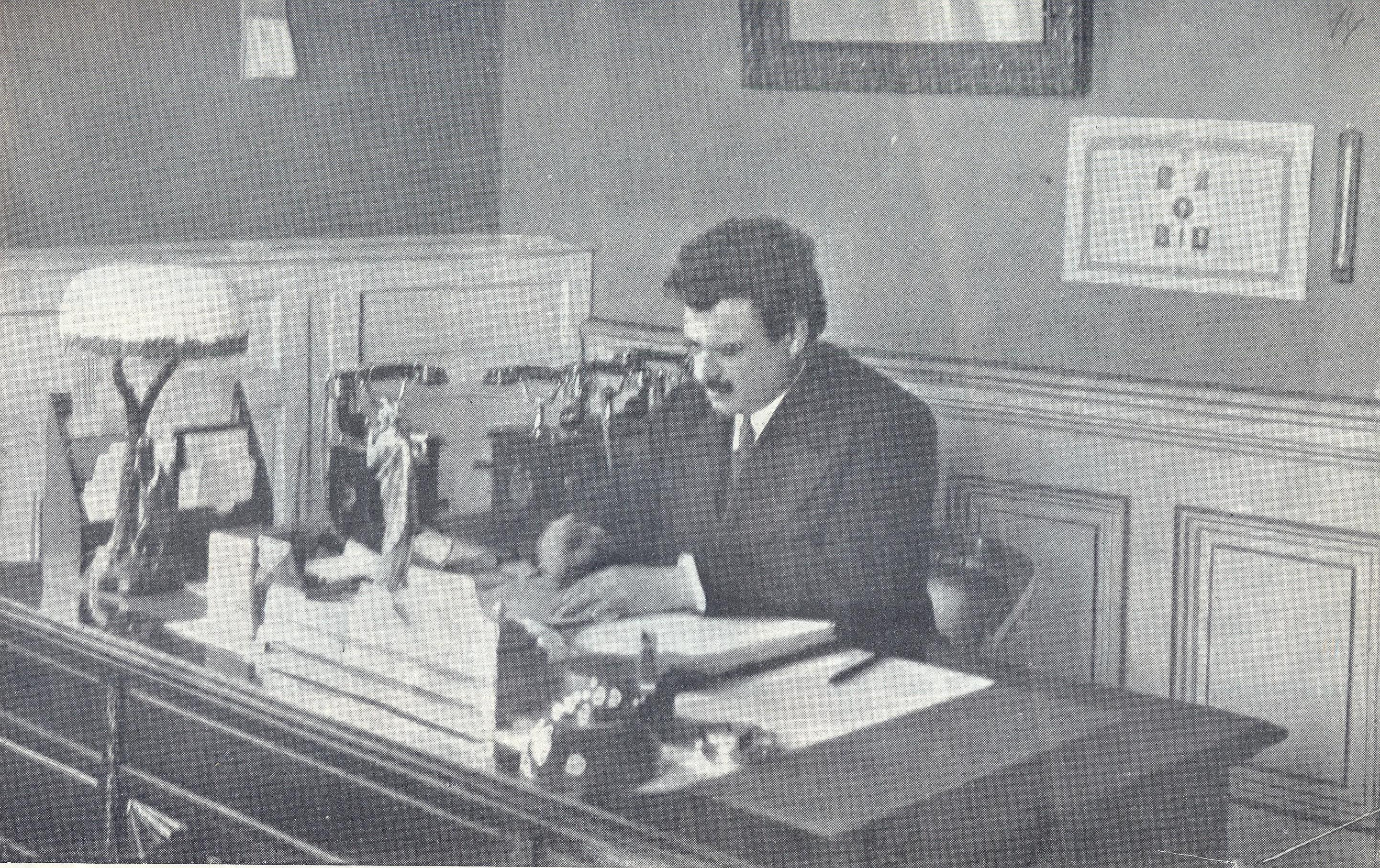
Aleksandar Stambolijski

V roce 1918 car Ferdinand abdikoval a na trůn dosedl jeho syn, car Boris III. (1918–1943). Klíčovou osobností se stal agrárnický politik a premiér Aleksandar Stambolijski, jehož však smetl státní převrat nacionalistických radikálů z VMRO, nespokojených se ztrátou mnohých území, zejména Makedonie, po prohrané válce. Car Boris III. neklid vyřešil vyhlášením osobní diktatury.
Na začátku druhé světové války vyhlásilo Bulharsko neutralitu, pod tlakem ekonomických okolností ale v roce 1941 vstoupilo do válečného konfliktu na straně nacistického Německa. Podařilo se nicméně zabránit, zejména zásluhou aktivity předsedy parlamentu Dimitara Peševa, deportaci 40 000 bulharských Židů do německých táborů smrti. Bulharsko také nevyhlásilo formálně válku Sovětskému svazu. V září 1944 naopak vyhlásil válku Bulharsku Sovětský svaz a Rudá armáda vstoupila bez jakéhokoliv odporu a za nadšeného vítání lidu na území Bulharska. Bylo uzavřeno příměří se SSSR i Velkou Británií a USA. Konce světové války už se Bulharsko zúčastnilo na straně Spojenců. Bulharsko tentokrát utrpělo jen malé válečné škody a Sovětský svaz nepožadoval žádné reparace, v rámci své taktiky získání sympatií v této části Evropy.

### Bulharsko od roku 1945

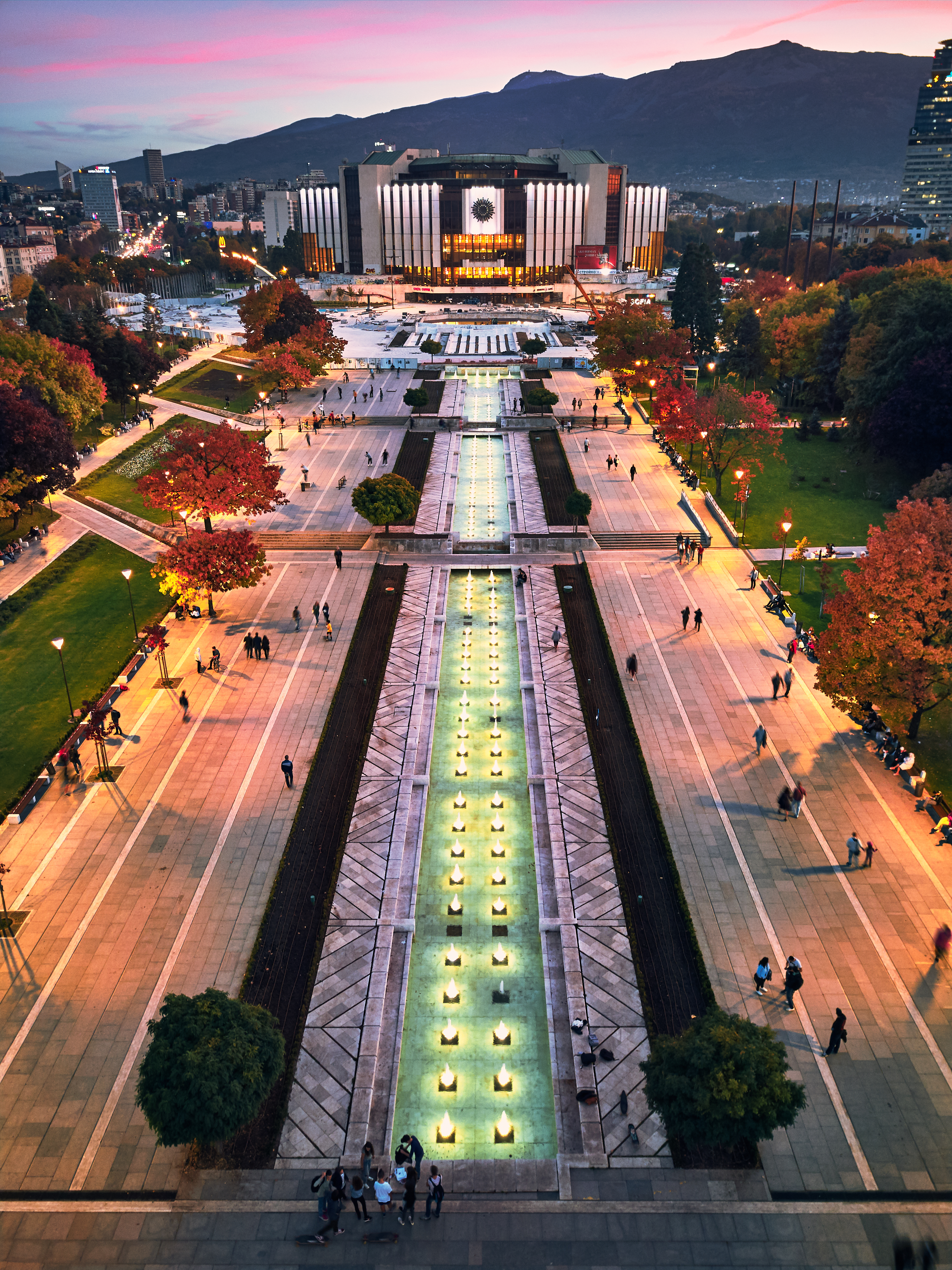
Národní palác kultury v Sofii

V roce 1945 následovalo vyřizování starých účtů pod heslem odstranění „monarchofašistické diktatury“. Popraveno bylo mnoho významných politiků i všichni tři carští regenti, včetně carova bratra Kirila. Brutalita a rozsah represí nemá obdoby u žádné jiné východoevropské země, historikové počet poprav odhadují na 1000-3000. Bulharsko má i kvůli tomu mezi evropskými státy největší počet obětí komunistického teroru hned po Sovětském svazu.
Po referendu v roce 1946 organizovaném bulharskou komunistickou stranou za dohledu Rudé armády bylo zrušeno carství a vyhlášena republika. V Bulharské lidové republice od roku 1947 až do roku 1989 vládla komunistická strana. Bulharsko bylo součástí východního bloku, politicky a ekonomicky spjaté se Sovětským svazem.

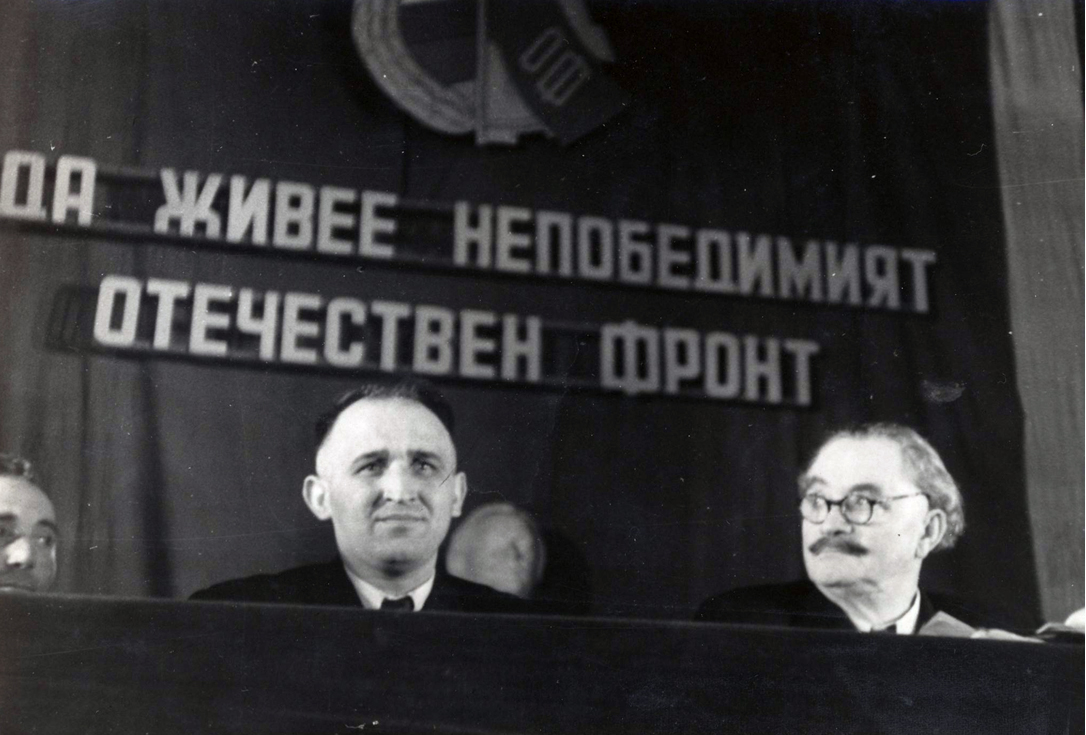
Todor Živkov a Georgi Dimitrov

Známou postavou novodobých bulharských dějin je Georgi Dimitrov, který byl předsedou vlády v bouřlivých letech 1946–1949 a zemřel v SSSR poté, co on a jugoslávský vůdce Josip Broz Tito vedli rozhovory se Stalinem. Posléze vládl v Bulharsku Valko Červenkov (1949–1954), posledním a dlouholetým komunistickým vůdcem Bulharska byl Todor Živkov (1954–1989). Dimitrovův režim byl represivní, stalinistický a vsadil na rychlou industrializaci. V polovině 50. let výrazně vzrostla životní úroveň a zmírnily se politické represe. Živkov do centrálně plánované ekonomiky vkomponoval některé volnotržní experimenty. Rovněž se pokusil vstoupit do národnostní politiky, když tváří v tvář klesající míře porodnosti u bulharské většiny přinutila jeho vláda v roce 1984 menšinové etnické Turky k přijetí slovanských jmen ve snaze je asimilovat. To vyústilo v emigraci asi 300 000 etnických Turků do Turecka.

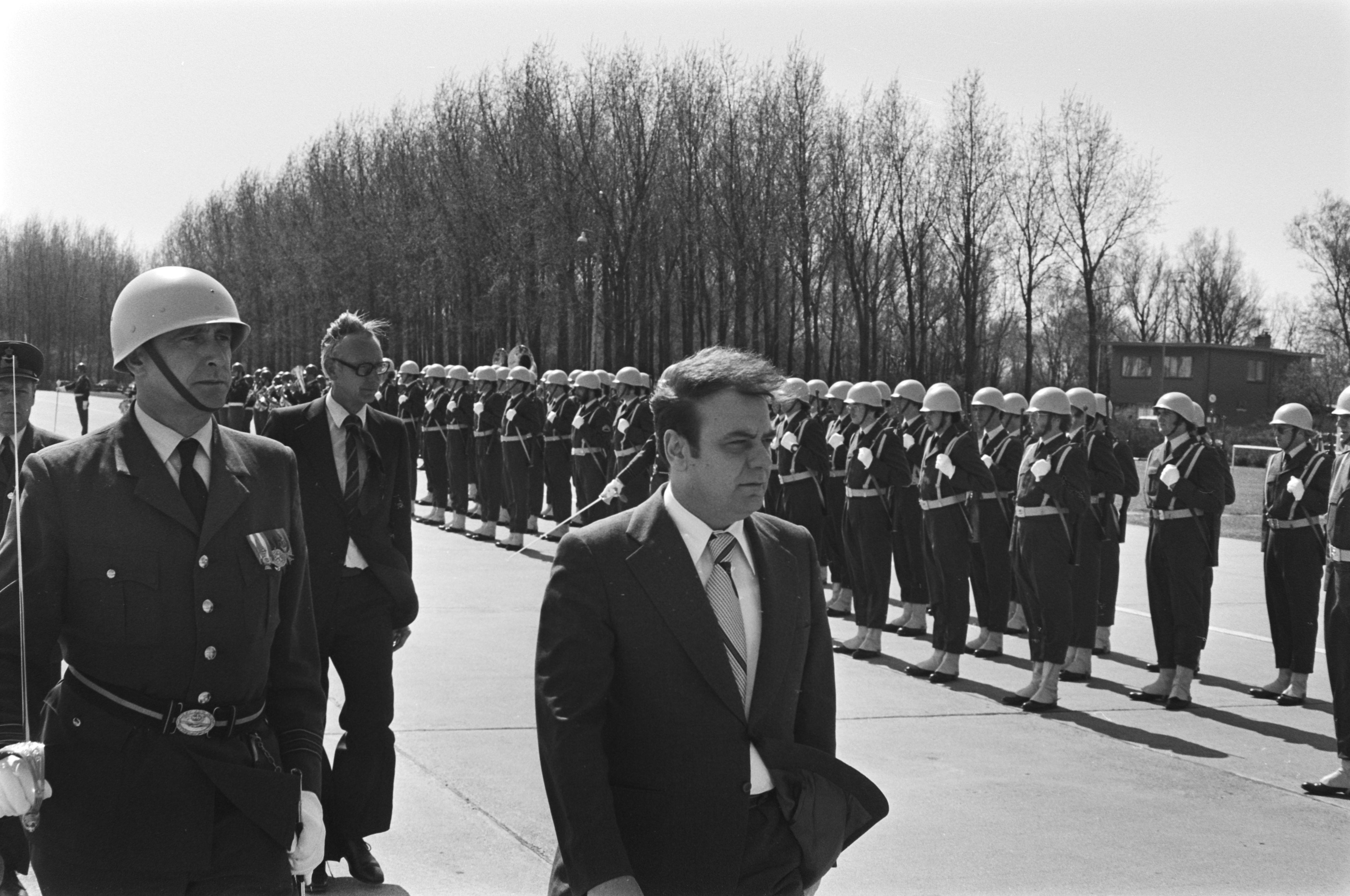
Petar Mladenov zahájil pád komunismu v Bulharsku

V roce 1988 vzniklo první opoziční hnutí v dějinách komunistického Bulharska – Ekoglasnosť. Pád komunismu v Bulharsku proběhl mnohem poklidněji než v sousedním Rumunsku, a to jako vzpoura uvnitř komunistické strany – 10. listopadu 1989 na zasedání jejího ústředního výboru vystoupil ministr zahraničí Petar Mladenov, podrobil Živkova kritice (svůj postup předtím konzultoval se sovětským vůdcem Gorbačovem) a vyzval k zásadním reformám. V následném hlasování byl Živkov odvolán. Zpráva o pádu letitého vůdce zapůsobila jako rozbuška – druhý den zaplavily bulharská města stotisícové demonstrace. Dne 17. listopadu pod jejich tlakem Živkov odstoupil i z funkce prezidenta. Mladenov vzápětí slíbil svobodné volby, přejmenoval stranu na socialistickou a převzal sociálnědemokratický program.

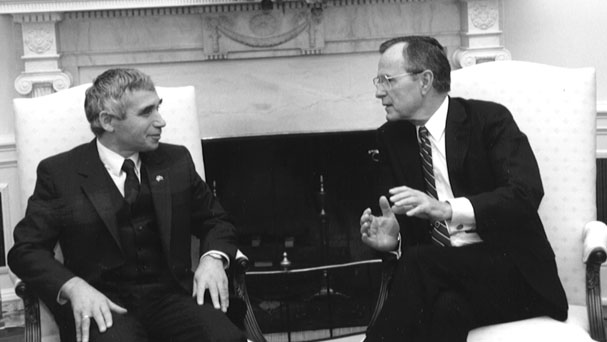
Želju Želev (vlevo) s Georgem Bushem roku 1990

Bulharsko nastoupilo cestu k parlamentní demokracii, v prvních svobodných volbách roku 1990 zvítězil Mladenov a jeho socialisté. Již rok poté byly předčasné volby, které vyhrál pravicový Svaz demokratických sil, jejž založil disident Želju Želev (1990-1997 prezident), a jehož premiéři Filip Dimitrov (1991-1992) a později Ivan Kostov (1997-2001) vyprojektovali většinu reforem.

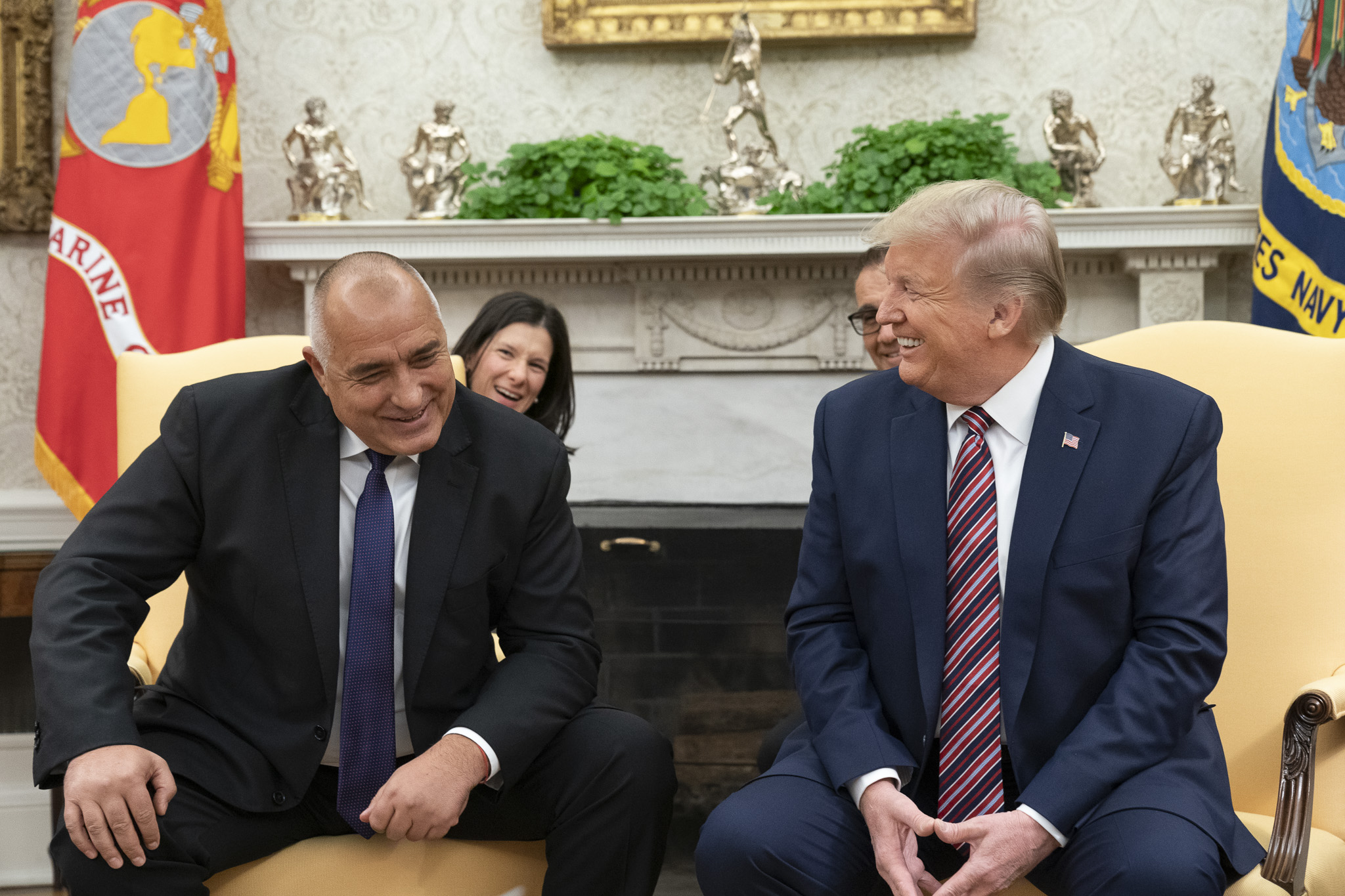
Bojko Borisov a Donald Trump

Transformace ekonomiky byla však v 90. letech složitá a málo úspěšná, nový systém zpočátku nedokázal zlepšit životní úroveň nebo vytvořit ekonomický růst – průměrná kvalita života a ekonomická výkonnost zůstaly až do počátku 21. století nižší než za komunismu. Z toho plynoucí nepokoje v roce 1997 vedly až k zapálení parlamentu. Po roce 2001 se ale hospodářské výsledky výrazně zlepšily. V roce 2004 země vstoupila do NATO a v roce 2007 se stala členským státem Evropské unie. Bulharsko hostilo předsednictví Rady Evropské unie v roce 2018, v renovovaném Národním paláci kultury v Sofii, postaveném v Živkovově éře.
V prvních popřevratových letech to vypadalo, že politická scéna bude definována soupeřením konzervativců a socialistů. To však narušil nejprve bývalý car Simeon II., který se svou silně personalizovanou stranou drtivě zvítězil ve volbách roku 2001, a posléze populární starosta Sofie a odpadlík od Simeonova hnutí Bojko Borisov, který vytvořil podobně personalizovanou stranu Občané za evropský rozvoj Bulharska známou pod zkratkou GERB (v překladu Erb), jež kombinuje konzervativní nacionalismus s proevropským postojem. Od vítězství ve volbách v roce 2009 byl Borisov zcela klíčovou politickou figurou, vyhrál volby v letech 2013, 2014, 2017 i 2021, avšak po dubnových volbách v roce 2021 nedokázal sestavit vládu. Až z listopadových voleb vzešla vláda pod předsednictvím Kirila Petkova.

## Státní symboly

### Vlajka
Bulharská vlajka je tvořena listem o poměru stran 3:5 se třemi vodorovnými pruhy: bílým, zeleným a červeným.

### Znak
Bulharský státní znak je tvořen červeným štítem, na kterém je položen zlatý, korunovaný lev. Štítonoši jsou další dva, zlatí, korunovaní lvi. Nad znakem je koruna bulharského cara Ivana Šišmana. Pod štítem jsou zkřížené dubové ratolesti se žaludy, přes ně červeno-zeleno-bílo-zeleno-červená stuha s heslem СЪЕДИНЕНИЕТО ПРАВИ СИЛАТА (česky V jednotě je síla).

### Hymna
Bulharská hymna je píseň Mila Rodino (česky Drahá vlasti). Text písně napsal a hudbu složil bulharský student Cvetan Radoslavov. Píseň byla ale mnohokrát modifikována.

## Geografie
Bulharsko je země ve východní části Balkánského poloostrova, kde ho obklopuje pět zemí. Na jihovýchodě má 240 km dlouhou hranici s Tureckem, na jihu 494 km s Řeckem, na západě 148 km s Makedonií a 318 km se Srbskem, na severu 608 km s Rumunskem. 470 km hranice s Rumunskem tvoří řeka Dunaj. Suchozemská hranice je dlouhá 1 808 km. Na východě má Bulharsko 354 km dlouhé pobřeží Černého moře. S rozlohou 110 994 km² je 11. největší zemí Evropské unie a tvoří 2,5 % jejího území. Je 1,4× větší než Česká republika.
Velká část povrchu Bulharska je hornatá. Centrální částí země se táhne ve směru ze západu na východ pohoří Stara planina. Jižně od hlavního města vystupuje masiv Vitoša měřící 2 290 m n. m. Jihozápad země vyplňuje mohutný horský masiv s pohořími Rila, kde je také nejvyšší hora Bulharska a také Balkánského poloostrova Musala měřící 2 925 m n. m., dále Pirin a plošně rozsáhlejší Rodopy. Pirin a Rodopy patří do starobylého rodopského horského systému. Zhruba prostředkem Bulharska se táhne od srbských hranic na západě po Černé moře na východě pohoří Stara planina (česky Staré hory), které patří do systému Balkanid.
Na sever od něj leží Dolnodunajská nížina, na jih Hornothrácká nížina. Stara planina je pokračováním Karpat a na rozdíl od Rodop patří do Alpsko-himálajského systému. Do Černého moře odvádí své vody největší řeka země Dunaj, k úmoří Egejského moře patří Marica.
Podnebí má na severu ráz kontinentální, na jihu a východě středomořský. Průměrné lednové teploty se pohybují od -2 do 2 °C, červencové od 21 do 25 °C. Průměrný roční úhrn srážek kolísá mezi 450–850 mm, na horách přes 1 000 mm.

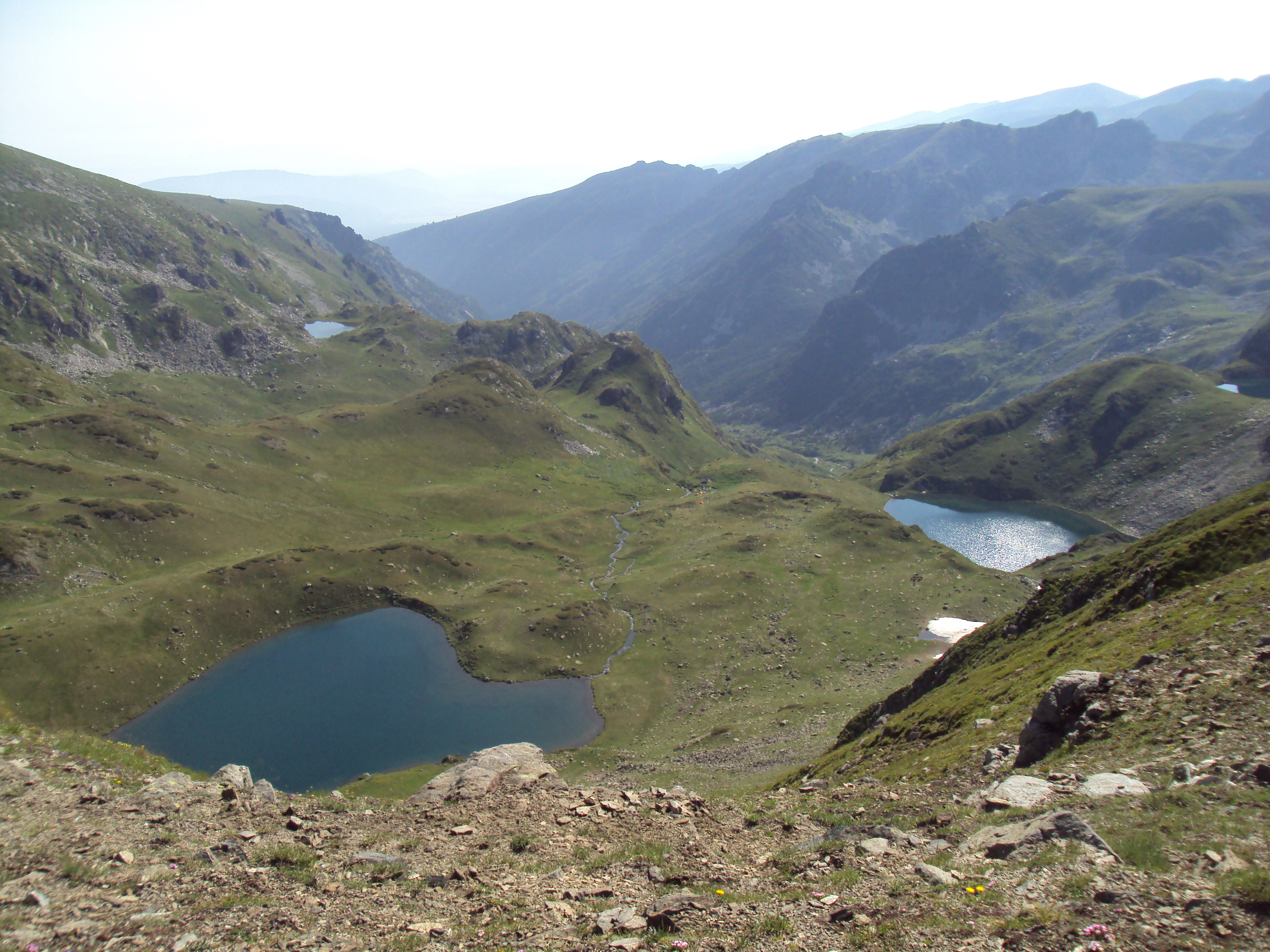
Národní park Rila

Vzájemné působení klimatických, hydrologických, geologických a topografických podmínek dalo Bulharsku širokou škálu rostlinných a živočišných druhů. Bulharsko tak vykazuje jednu z nejvyšších úrovní biodiverzity v Evropě. Cenné přírodní celky jsou uchovávány ve třech národních parcích, 11 přírodních parcích, 10 biosférických rezervacích a 565 chráněných oblastech. Bulharsko má na svém území některé z největších oblastí Natura 2000, pokrývají 33,8% jeho území. Z celkového počtu 233 druhů evropských savců se v Bulharsku vyskytuje 93 z nich, stejně jako 49% evropských druhů motýlů. Celkově je evidováno 41 493 druhů rostlin a živočichů. Většími savci se značnou populací jsou jeleni (106 323 jedinců), divoká prasata (88 948), šakalové (47 293) a lišky (32 326). Populace koroptví činí 328 000 jedinců, jde o nejrozšířenější druh loveného ptáka. Třetina všech hnízdících ptáků v Bulharsku se nachází v Národním parku Rila, který také hostí ve vysokých polohách arktické a alpské druhy. Více než 35% plochy země je pokryto lesem.
V roce 1998 přijala bulharská vláda národní strategii ochrany biologické rozmanitosti a komplexní program zaměřený na ochranu místních ekosystémů, ochranu ohrožených druhů a ochranu genetických zdrojů. Rovněž dosáhla cíle Kjótského protokolu snížit emise oxidu uhličitého o 30 %. Problémem však je znečištění ovzduší pevnými částicemi, které je nejhorší v Evropě, zejména v městských oblastech postižených automobilovou dopravou a uhelnými elektrárnami. Jedna z nich, Marica Iztok-2, způsobuje největší škody na zdraví a životním prostředí v Evropské unii.

## Politika

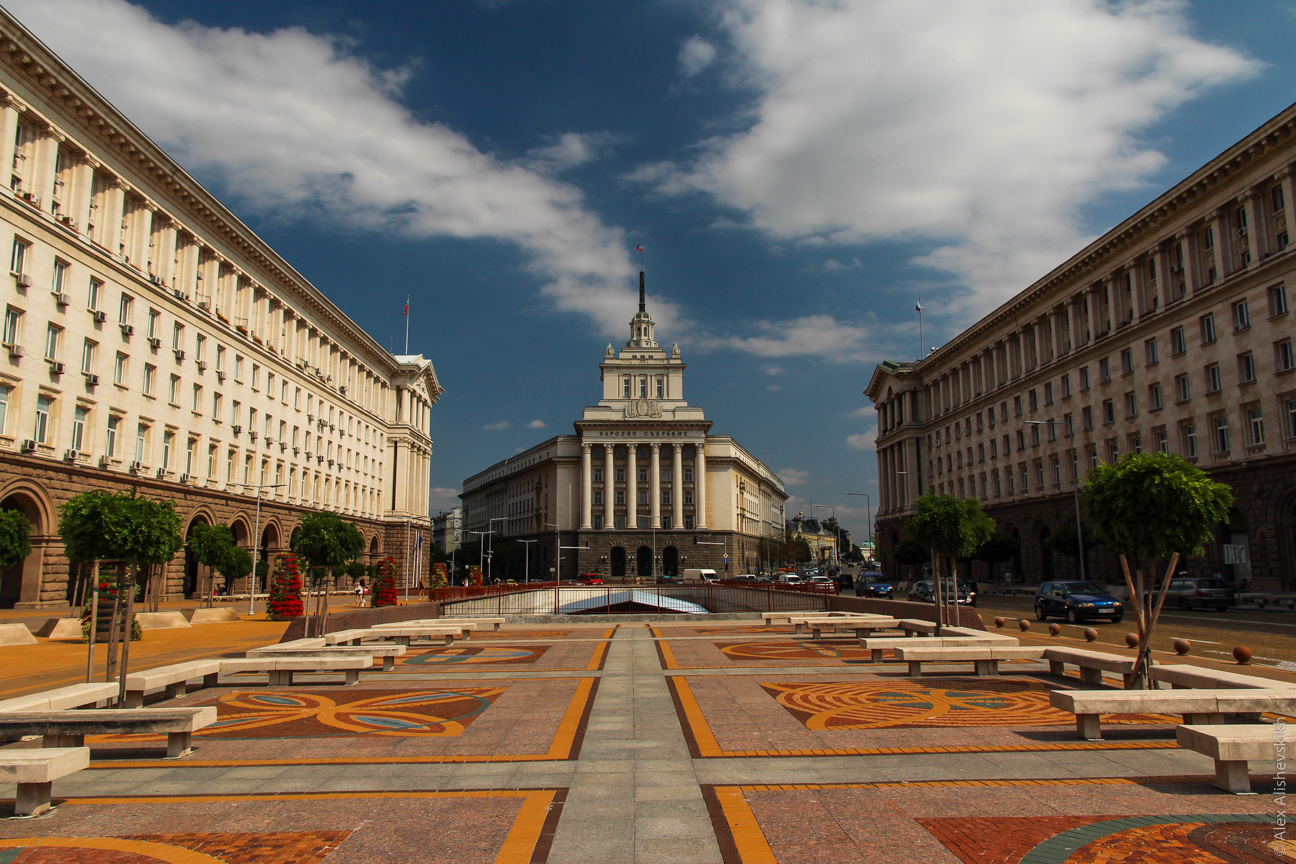
Náměstí nezávislosti v Sofii: vpravo sídlí prezident, vlevo vláda, uprostřed parlament

Bulharsko je parlamentní republikou. Hlavou státu je prezident volený přímou volbou na pětileté volební období. Jeho role je spíše symbolická. Formálně je vrchním velitelem ozbrojených sil a má pravomoc vrátit schválený zákon parlamentu k další diskusi, ale parlament může prezidentské veto přehlasovat prostou většinou.
Neustále činným zákonodárným orgánem, složeným ze 240 poslanců volených na 4 roky přímým lidovým hlasováním, je Národní shromáždění. Jde o jednokomorový parlament. Národní shromáždění má pravomoc přijímat zákony, schvalovat rozpočet, plánovat prezidentské volby, vybírat a odvolávat premiéra a další ministry, vyhlašovat válku, rozmisťovat jednotky v zahraničí a ratifikovat mezinárodní smlouvy a dohody.
Výkonná moc je v rukou vlády, v jejímž čele stojí premiér. Od roku 2009 jsou však vlády značně nestabilní, často jsou vyhlašovány předčasné volby a vlády čelí masivním protestům v ulicích. Společnost prostupuje nedůvěra, průzkum Institute for Economics and Peace z roku 2018 ukázal, že jen 15 % Bulharů považuje volby ve své zemi za spravedlivé.
Od ledna 2017 je prezidentem Rumen Radev, od prosince 2021 je předsedou vlády Kiril Petkov.
Velkým problémem Bulharska je korupce. Do korupčních skandálů byli zapleteni i bulharský premiér Bojko Borisov a jeho předchůdce Sergej Stanišev. Organizace Transparency International v roce 2018 Bulharsko vyhodnotila jako nejzkorumpovanější zemi v Evropské unii. Nutno nicméně dodat, že v tomto ohledu dosahuje lepších výsledků než jiné balkánské a východoevropské země, které členy EU nejsou (Albánie, Srbsko, Bosna a Hercegovina, Severní Makedonie, Ukrajina, Rusko, Kazachstán, Ázerbájdžán). V této souvislosti se také často diskutuje o kvalitě bulharské demokracie. Americká organizace Freedom House Bulharsko označuje za „polokonsolidovanou demokracii“ a tvrdí, že po roce 2009 lze v Bulharsku pozorovat sníženou nezávislost médií, pozastavené reformy, zneužívání pravomocí na nejvyšší úrovni a zvýšenou závislost místní správy na ústřední vládě. Nutno ovšem říci, že Bulharsko již předtím patřilo k nejvíce centralizovaným zemím Evropy.
Tyto problémy, spolu s vysokou mírou organizovaného zločinu, vedly k zamítnutí přihlášky Bulharska do schengenského prostoru. Nápadným jevem nicméně je, že orgány EU jsou značně zdrženlivé při kritice Bulharska za některé jeho problémové jevy, na rozdíl od Polska či Maďarska. Souvisí to patrně s tím, že bulharské vlády jsou vesměs probruselské.

### Administrativní dělení

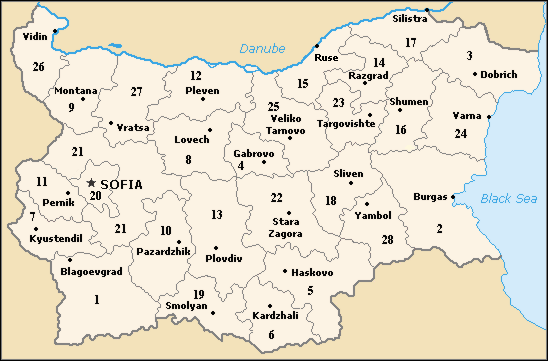
Bulharské oblasti

Od roku 1999 se Bulharsko dělí na 28 oblastí, nazvaných podle jejich hlavního města:
| - Blagoevgradská oblast (Blagoevgrad) - Burgaská oblast (Burgas) - Dobričská oblast (Dobrič) - Gabrovská oblast (Gabrovo) - Chaskovská oblast (Chaskovo) - Jambolská oblast (Jambol) - Kardžalijská oblast (Kardžali) - Kjustendilská oblast (Kjustendil) - Lovečská oblast (Loveč) - Montanská oblast (Montana) - Pazardžická oblast (Pazardžik) - Pernická oblast (Pernik) - Plevenská oblast (Pleven) - Plovdivská oblast (Plovdiv) - Razgradská oblast (Razgrad) | - Rusenská oblast (Ruse) - Silisterská oblast (Silistra) - Slivenská oblast (Sliven) - Smoljanská oblast (Smoljan) - Sofijská oblast (Sofie) - Oblast Sofie (Sofie) - Starozagorská oblast (Stara Zagora) - Šumenská oblast (Šumen) - Targovišťská oblast (Targoviště) - Varenská oblast (Varna) - Velikotarnovská oblast (Veliko Tarnovo) - Vidinská oblast (Vidin) - Vracká oblast (Vraca) |

## Ekonomika

Vývoj bulharského HDP

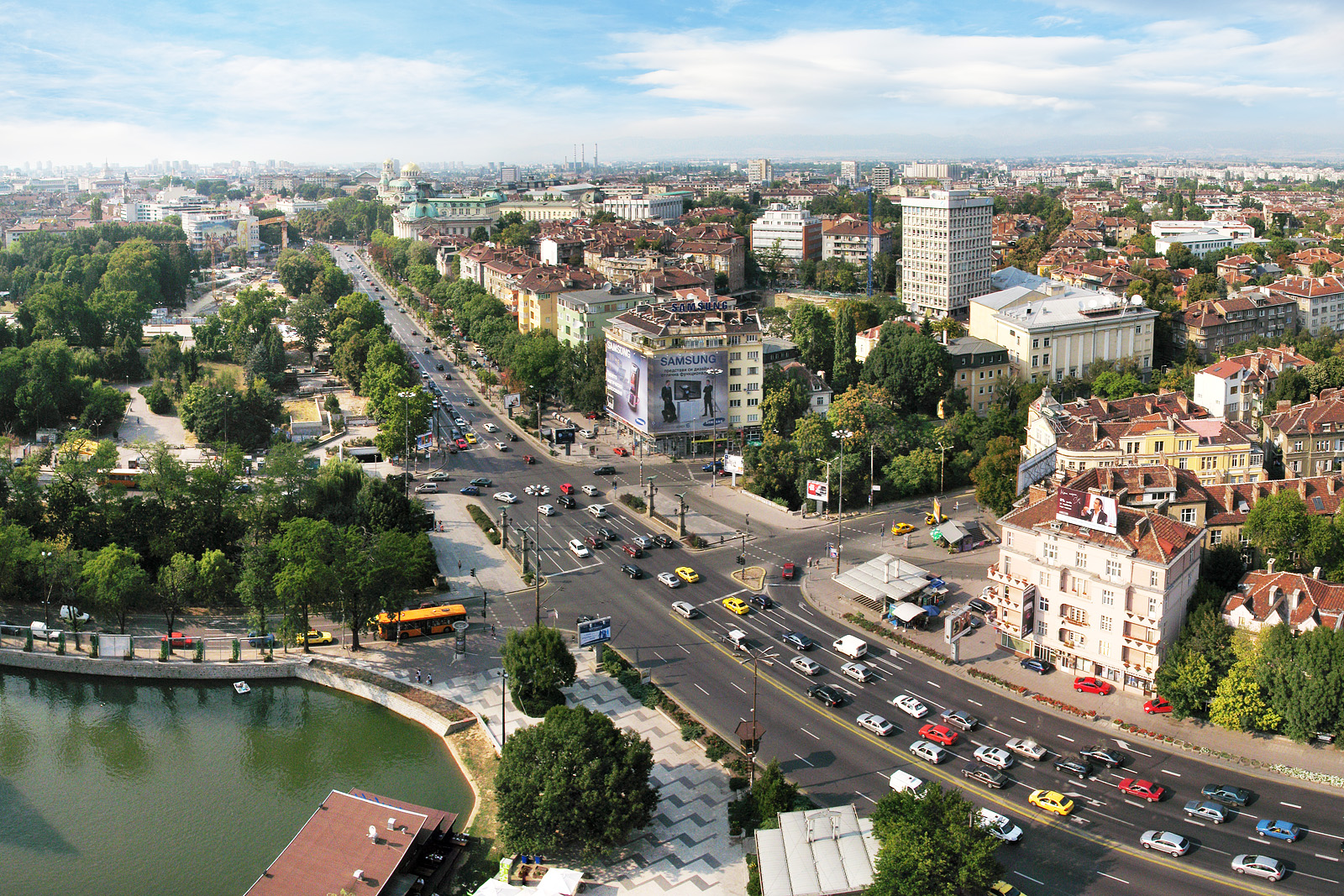
Střed Sofie, ekonomického srdce Bulharska

Bulharsko má otevřenou tržní ekonomiku s vyššími středními příjmy, kde soukromý sektor produkuje více než 70 % hrubého domácího produktu (HDP). Podle Mezinárodního měnového fondu je bulharská ekonomika (z hlediska HDP v paritě kupní síly) 71. největší na světě (počítáme-li jen skutečně suverénní státy). Její celková velikost zhruba odpovídá velikosti ekonomiky Tanzanie. V Evropě je jí z tohoto hlediska nejblíže ekonomika slovenská, která však již má poměrně značný náskok. V přepočtu na obyvatele to představuje 60. místo na světě mezi suverénními státy (zhruba na úrovni Chile). To je nejnižší umístění ze států Evropské unie, avšak vyšší než u jiných balkánských států (Srbsko, Černá Hora, Makedonie, Bosna, Albánie), některých východoevropských států (Bělorusko, Ukrajina) a také vyšší než dosahuje Čína.
Ztráta trhů RVHP v roce 1990 a následná „šoková terapie“ způsobily strmý pokles průmyslové a zemědělské výroby, po kterém v roce 1997 přišel ekonomický kolaps. Ekonomika se do značné míry zotavila během období následného rychlého růstu, ale průměrná mzda zůstává nejnižší v EU. Více než pětina pracovní síly pracuje za minimální mzdu. HDP na obyvatele v roce 2019 představovalo 53 % průměru EU. Předpokládaný výkon stínové ekonomiky činí největší podíl na celkovém ekonomickém výkonu země v celé EU. Setrvalý růst od roku 2000 však přesto dává Bulharsku dobré perspektivy.
Sofie a okolí vytváří 42 % bulharského hrubého domácího produktu, přestože zde žije jen 22 % populace.
Obdivuhodným rysem bulharského hospodářství je ovšem jeho fiskální stabilita. V roce 2003 bylo dosaženo prvně vyrovnaného rozpočtu a od té doby země hospodařila s přebytky. Státní dluh se tak snížil ze 79,6 % HDP v roce 1998 na 14,1 % HDP v roce 2008. Následně, v důsledku globální ekonomické krize, se zase zvýšil na 28,7 % HDP (2016), ale i tak zůstává třetí nejnižší v EU.
Celková daňová zátěž je zhruba 30 % HDP, jedna z nejnižších v Evropě. Bulharsko má také jednu z nejnižších sazeb daně z příjmu právnických osob v EU, s pevnou sazbou 10 %.
Bulharská národní banka vydává národní měnu lev, která je ale pevně vázána na euro v kurzu 1,95583 leva za euro. Dne 1. ledna 2026 Bulharsko plánuje svou měnu eurem nahradit.

### Odvětvová struktura a výkonnost
Bulharsko je průmyslově-zemědělský stát. Hlavní průmyslová odvětví jsou hutnictví, strojírenství, chemie, textilní průmysl a potravinářství. Těží se zde hnědé uhlí a barevné kovy. Nejdůležitější průmyslová centra jsou Sofie, Plovdiv, Burgas, Pernik a Stara Zagora.
V zemědělství převládá rostlinná produkce nad živočišnou. Využití půdy: orná půda 37 %, louky a pastviny 18 % a lesy 35 %. Pěstuje se zde pšenice, ječmen, kukuřice, slunečnice, brambory, cukrová řepa, zelenina, broskve, vinná réva, rajčata, melouny a tabák. Chovají se ovce, prasata, skot, buvoli, koně, osli, kozy a drůbež. Rozvinutá je též produkce vlny, medu a rybích výrobků.

### Turistický ruch

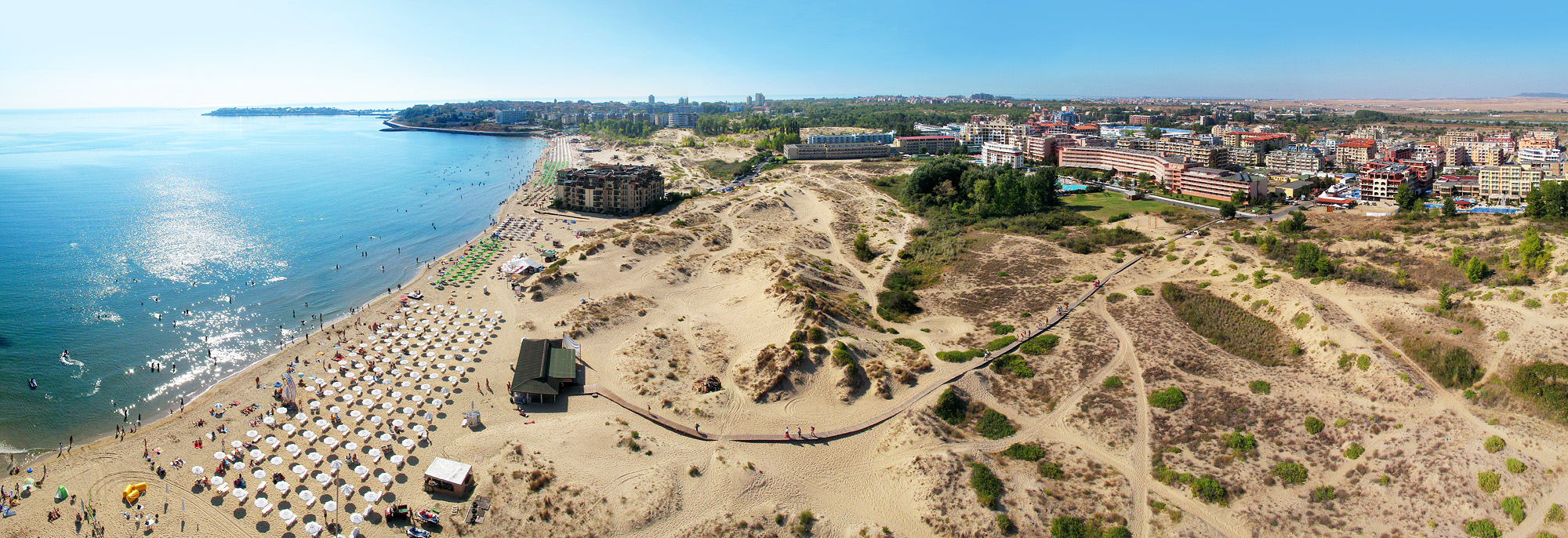
Pláž na Slunečném pobřeží

V posledních letech příjmy z turistického ruchu v Bulharsku rapidně vzrostly. Přímořská letoviska (Sozopol, Nesebar, Zlaté Písky, Slunečné pobřeží, Primorsko, Albena, Varna, Burgas, Kranevo a Balčik) jsou oblíbená turisty ze západních evropských zemí i z Česka. V zimní sezoně jsou populární lyžařská střediska Bansko v Pirinu, Pamporovo v Rodopech a Borovec v Rile.
Turistický ruch se však v posledních letech potýká s rostoucím nedostatkem kvalifikovaných pracovních sil. Zatímco bulharští kuchaři, servírky a pracovnice v hotelech odcházejí na západ Evropy i do Řecka, bulharské restaurace a hotely jsou nuceny hledat za ně náhradu na Ukrajině a v Moldavsku, zemích s obdobně nízkou nebo ještě nižší životní úrovní.

### Letectví
Bulharsko má pět mezinárodních letišť s pravidelným mezinárodním provozem. Největší letiště Sofie přepravilo v roce 2016 5 milionů cestujících, dále se zde nachází letiště Burgas, Varna, Plovdiv a Letiště Gorna Oryahovitsa (u města Veliko Tarnovo). Vlajková letecká společnost se jmenuje Bulgaria Air, mezi další letecké společnosti patří BH Air či Bulgarian Air Charter.

## Obyvatelstvo
| Počet obyvatel Bulharska                                        | Počet obyvatel Bulharska | Počet obyvatel Bulharska | Počet obyvatel Bulharska | Počet obyvatel Bulharska | Počet obyvatel Bulharska |
| Rok                                                             | Počet obyvatel           | Rok                      | Počet obyvatel           |                          |                          |
| --------------------------------------------------------------- | ------------------------ | ------------------------ | ------------------------ | ------------------------ | ------------------------ |
| 1887                                                            | 3 154 375                | 1946                     | 7 029 349                |                          |                          |
| 1892                                                            | 3 310 713                | 1956                     | 7 613 709                |                          |                          |
| 1900                                                            | 3 744 283                | 1965                     | 8 227 866                |                          |                          |
| 1905                                                            | 4 035 575                | 1975                     | 8 727 771                |                          |                          |
| 1910                                                            | 4 337 513                | 1985                     | 8 948 649                |                          |                          |
| 1920                                                            | 4 846 971                | 1992                     | 8 487 317                |                          |                          |
| 1926                                                            | 5 528 741                | 2001                     | 7 928 901                |                          |                          |
| 1934                                                            | 6 077 939                | 2006                     | 7 385 367                |                          |                          |
| Vývoj počtu obyvatel Bulharska v letech 1961–2020 (v milionech) |                          |                          |                          |                          |                          |
| Vývoj počtu obyvatel Bulharska v letech 1961–2020 (v milionech) |                          |                          |                          |                          |                          |

Podle údajů bulharského Národního statistického úřadu (nsi.bg) mělo k 31. 12. 2022 Bulharsko 6 447 710 obyvatel. Hlavní a největší město Sofie mělo 1 241 675 obyvatel, dalšími nejlidnatějšími městy byly Plovdiv (346 893), Varna (336 505), Burgas (202 434) a Ruse (142 902). Hustota osídlení je 63 lidí na kilometr čtvereční, což je téměř polovina průměru Evropské unie.
Bulharsko má od poloviny 80. let značně negativní populační růst. Ten byl způsoben jednak malou porodností, ale také významnou emigrací kvůli špatnému hospodářskému vývoji po roce 1989. Od roku 1984 probíhalo rozsáhlé vystěhovalectví Turků, poté, co vláda Todora Živkova přijala zákon o pobulharštění jejich jmen. Přes 320 tisíc příslušníků turecké menšiny odešlo z Bulharska do sousedního Turecka. Exodus ovšem pokračoval i po pádu komunismu a po vstupu Bulharska do Evropské unie (EU), kdy se řadě Bulharů otevřela možnost pracovat v jiných zemích EU. Od roku 2005 zemi opustilo 937 000 až 1 200 000 lidí, převážně mladých dospělých, takže v současné době má země méně obyvatel než ve 30. letech. Masovou emigraci způsobují zhruba pětinásobně vyšší mzdy ve vyspělých západoevropských zemích ve srovnání s Bulharskem.
Míra porodnosti byla v roce 2017 odhadnuta na 1,46 dětí na ženu. Většina dětí se narodí svobodným matkám. Jednu třetinu všech domácností tvoří pouze jedna osoba a 75,5% rodin nemá děti mladší 16 let. Průměrná délka života je 74,7 let.
Míra úmrtnosti patří mezi nejvyšší v Evropě. Vysoká úmrtnost vyplývá z kombinace stárnoucí populace, vysokého počtu osob ohrožených chudobou a slabého systému zdravotní péče. Odborníci odhadli, že téměř pětině úmrtí by se dalo předejít kvalitní péčí a včasným přístupem k ní. Problémy, které narušují poskytování péče, jsou emigrace lékařů kvůli nízké mzdě, nedostatečný počet zdravotnického personálu a nedostatečně vybavené regionální nemocnice. Základní balíček služeb pro pojištěnce se také často mění, protože systém se dostává do deficitů. Bloomberg Health Efficiency Index zařadil Bulharsko na poslední místo z 56 zemí v kvalitě lékařské péče.

### Etnické složení
- Bulhaři 84 % (6 655 210)
- Turci 9,3 % (746 664)
- Romové 4,7 % (370 908)
- dále Makedonci, Arméni, Rusové, Řekové, Židé[81]

Romská menšina je však obvykle při sčítání lidu podceňována a podle alternativních odhadů může představovat až 11% obyvatelstva. To znamená nejméně 800 tisíc Romů. Podle průzkumu Agentury Evropské unie pro základní práva z roku 2016 je 86 procent bulharských Romů ohroženo chudobou. Romské komunity v zemi se dělí do tří skupin - Jerliové, Kardarashiové a Rudariové. Největší romskou populaci mají Montanská (12,7 %) a Slivenská oblast (11,8 %). Sčítání lidu v roce 2001 ukázalo, že Romové jsou nejméně vzdělanou skupinou v bulharské populaci. Ve věkové skupině 25 až 64 let bylo 12,7 % negramotných Romů, střední a vyšší vzdělání mělo jen 7,2 % Romů. Největší romské nepokoje se v Bulharsku odehrály v roce 2007, byly motivovány rasovým násilím.

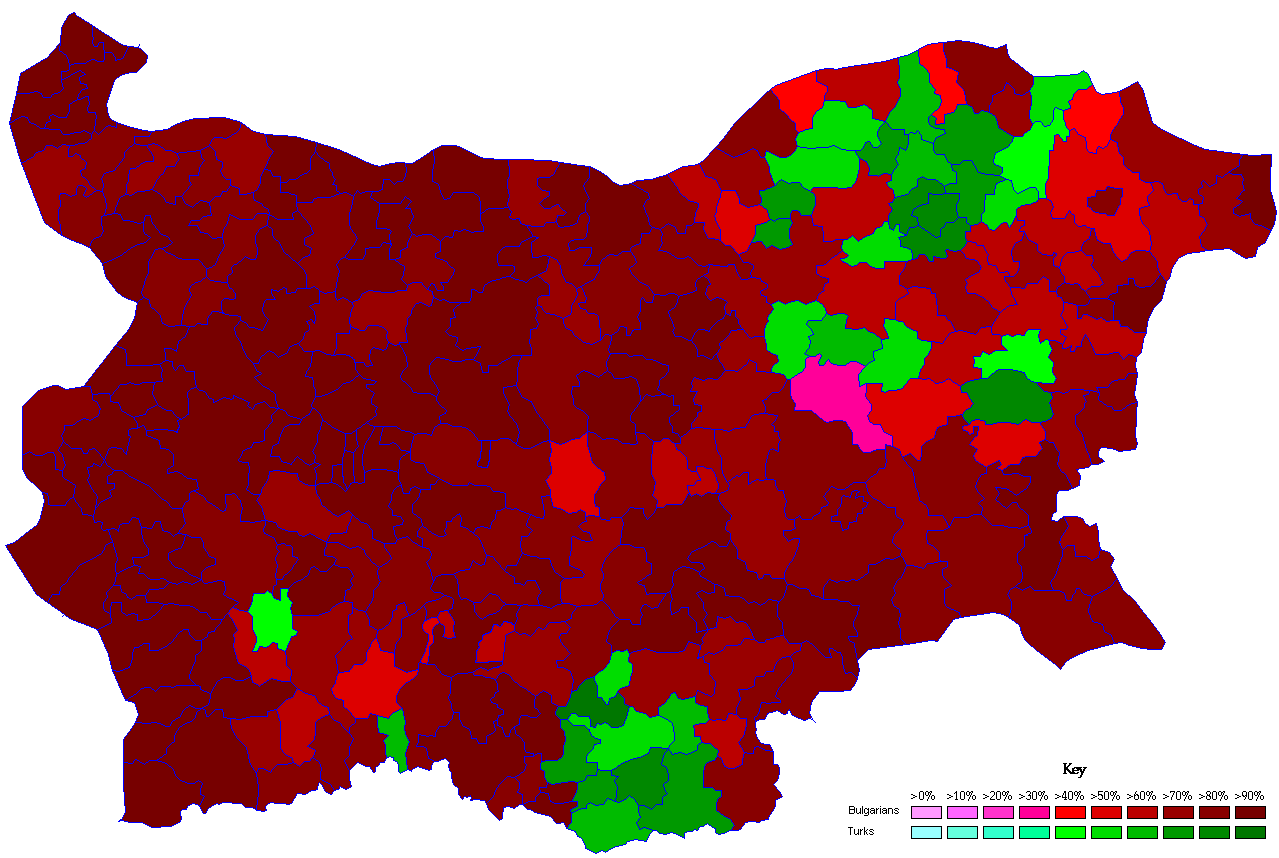
Turecké osídlení v Bulharsku (zeleně)

Etničtí Turci jsou většinou sunnitští muslimové, pouze menší skupiny jsou šíitské. Obývají především oblast Kardžalijska v jihovýchodní a východní části pohoří Rodopy a některé oblasti v severovýchodním Bulharsku. Turecké obyvatelstvo je převážně venkovské, žije však také v několika větších městech, např. v Kardžali a Momčilgradu ve východních Rodopech a v Šumenu či Razgradu v severovýchodním Bulharsku. V době osvobození zpod turecké nadvlády tvořili Turci nejméně 1/3 obyvatelstva. Nový stát poté systematicky odstraňoval mešity a medresy a docházelo k postupné emigraci Turků do Turecka. Komunistický režim se pak Turků obával i jako potenciálních agentů člena NATO. Na základě bulharsko-turecké dohody odešlo v letech 1950–1951 do Turecka na 150 000 bulharských Turků. V letech 1958–1960 bylo zakázáno vydávání tisku v turečtině a výuka od té doby probíhala pouze v bulharském jazyce, na všech stupních škol. Na základě výsledků sčítání lidu v roce 1965 se vláda opět rozhodla k vystěhování části turecké menšiny. Následně tedy v letech 1969 až 1978 odešlo dalších 130 000 Turků. Zesílený tlak na asimilaci menšin vyvrcholil v polovině osmdesátých let zákonem o slovanizaci tureckých jmen, po jehož přijetí odešlo dalších 300 000 Turků. Od 90. let práva turecké menšiny hájí politická strana Hnutí za práva a svobody, která si získala jistý vliv. K jejím největším úspěchům patří, že Turkům bylo uznáno právo na vzdělání v mateřském jazyce.

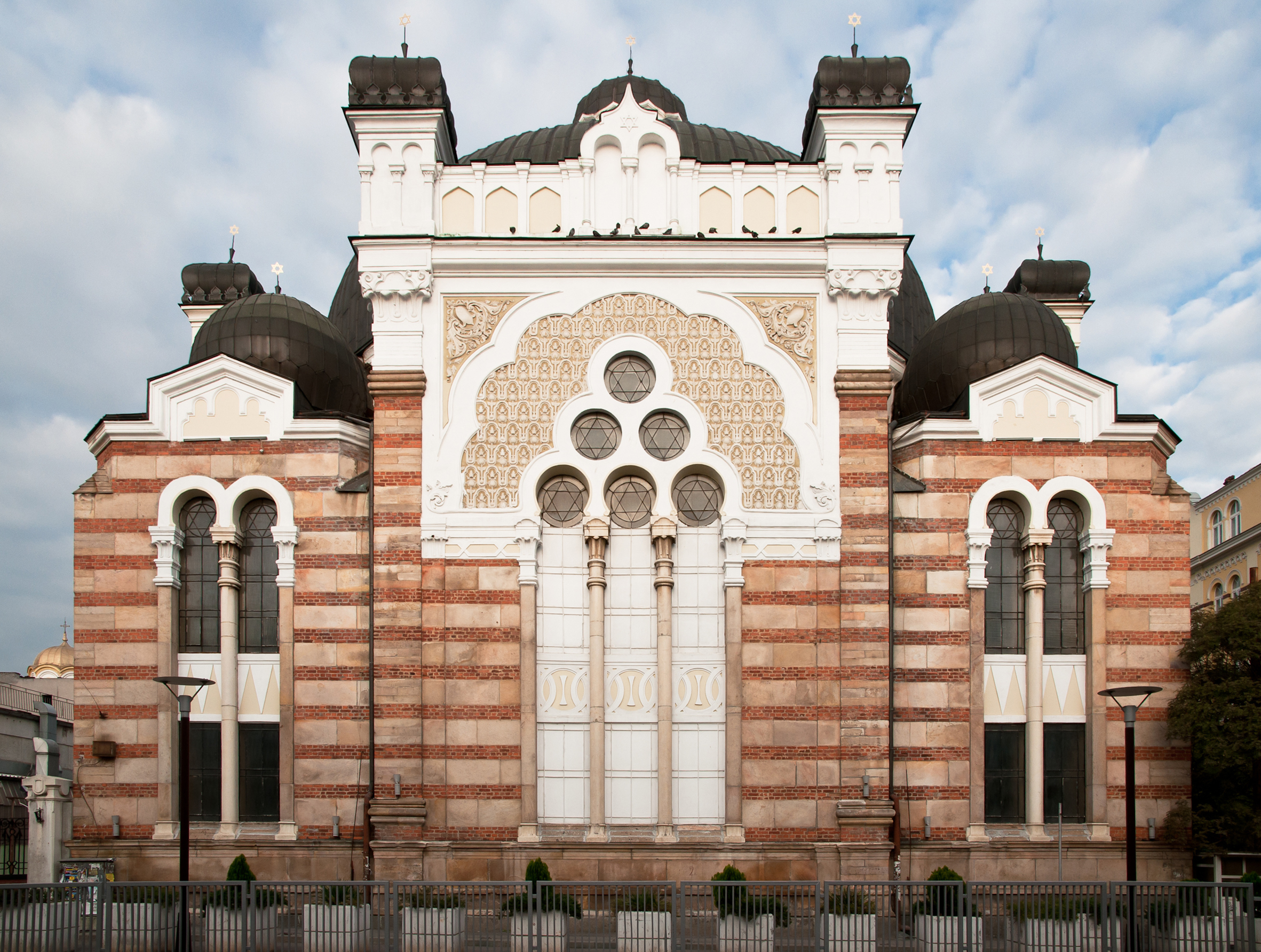
Sofijská synagoga

Židovská komunita v Bulharsku byla tradičně sefardská, zvláště v Sofii se totiž usadili židé vyhnání ze Španělska. Ve 30. letech 20. století žilo v Bulharsku asi 50 000 Židů. Za druhé světové války začaly transporty do německých koncentračních táborů. Obyvatelé města Kjustendil se obrátili na svého poslance a místopředsedu parlamentu Dimitara Peševa s žádostí, aby proti tomu nějak zasáhl. Tomu se podařilo přesvědčit 42 svých kolegů, kteří podepsali rezoluci, že Židé pro Bulharsko nejsou potíží, a že by jejich vydání bylo urážkou Bulharska. Vydání bulharských židů se nakonec rozhodl odmítnout i car Boris III. Vláda tak místo do koncentračních táborů posílala Židy do venkovských ghett a pracovních táborů nacházejících se v Bulharsku. Populační zlom tak nastal až po konci války, kdy se 35 000 Židů rozhodlo odejít do nově vznikajícího státu Izrael. Podle izraelských statistik emigrovalo do židovského státu v letech 1948-2006 z Bulharska 43 961 osob. Odhad Bermanova institutu z roku 2018 tak vyčíslil množství Židů v Bulharsku již jen na 2000 osob, což představovalo 0,03 % obyvatel. Z židovské komunity pocházelo několik slavných Bulharů jako filozof Elias Canetti, malíř Jules Pascin, skladatel Pančo Vladigerov nebo klavírista Alexis Weissenberg.
Všechny etnické skupiny v současném Bulharsku hovoří bulharsky, mají bulharštinu buď jako první, nebo jako druhý jazyk. Bulharština je jediným oficiálním jazykem v zemi. Bulhaři nebyli původně zcela Slované, z etnického hlediska, ale bulharština, jíž přijali, je slovanským jazykem. Od ostatních slovanských jazyků se liší určitými gramatickými zvláštnostmi, jako je neskloňování podstatných jmen a neexistence infinitivů.

### Náboženství

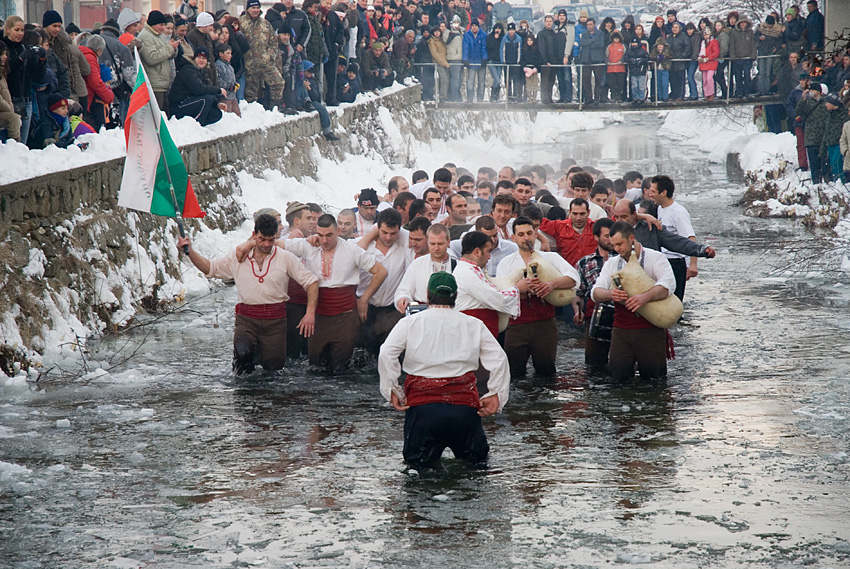
Tanec v ledové posvěcené vodě během slavnosti Zjevení Páně

- pravoslavní (Bulharská pravoslavná církev) – 85 %
- muslimové-sunnité – 13 %
- judaismus – 0,8 %
- katolíci – 0,5 %

Kromě etnických Turků se k islámu hlásí také část Romů a Bulhaři, kteří během turecké nadvlády přijali islám, takzvaní Pomaci. Bulharská pravoslavná církev získala autokefální status již v roce 927. Za hlavního patrona Bulharska a nejdůležitějšího svatého bulharské pravoslavné církve je považován Ivan Rilský. Už za svého života se těšil vážnosti, jež za ním přiváděla žáky, kteří založili nedaleko jeskyně, v niž žil, Rilský klášter.

### Literatura

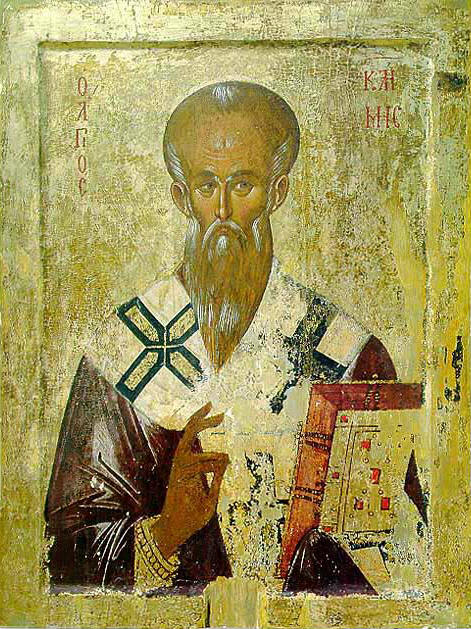
Kliment Ochridský, zakladatel Ochridské školy

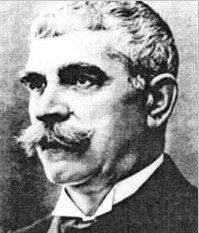
Ivan Vazov

## Kultura

### Hudba

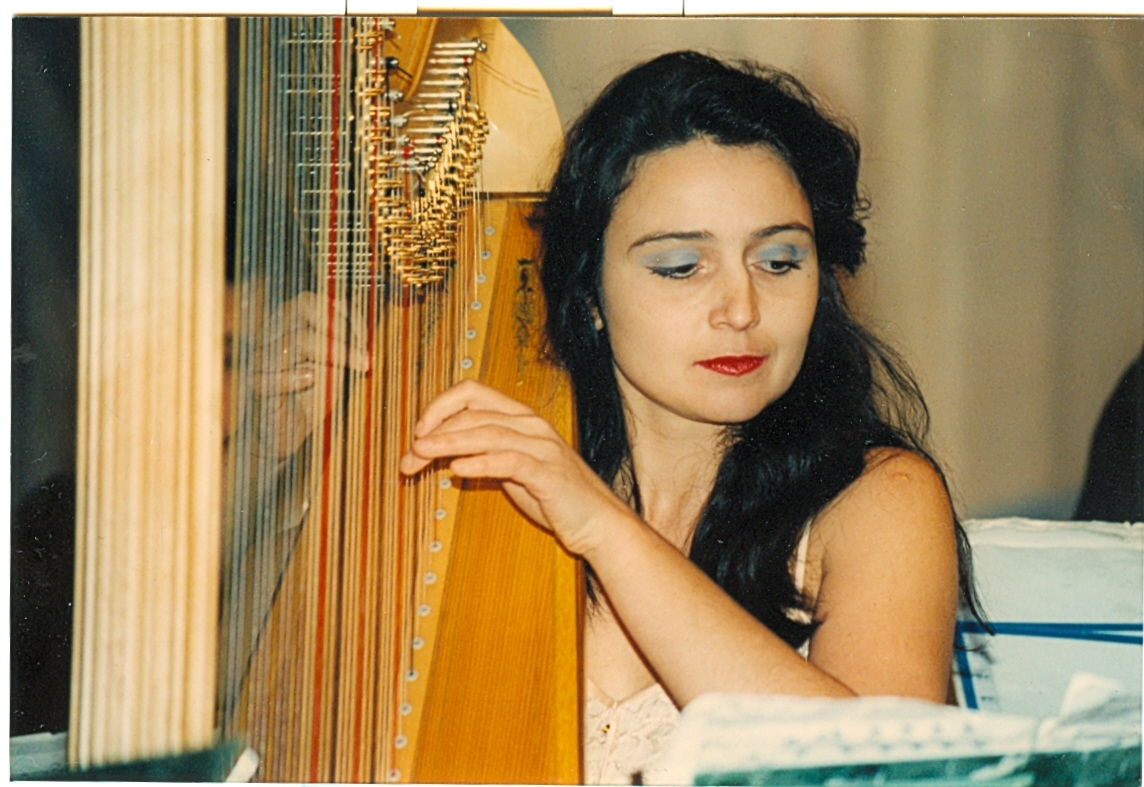
Anna-Maria Ravnopolska-Dean

Celosvětové proslulosti dosáhla harfistka a hudební skladatelka Anna-Maria Ravnopolska-Dean. Také operní pěvci Boris Christov, Nikolaj Gjaurov, Gena Dimitrova, Anna Tomova-Sintovová a Raina Kabaivanska dosáhli mezinárodního věhlasu. Meziválečnou hvězdou operety byla Nadja Nožarova. 
V Sofii se narodil i slavný klavírista Alexis Weissenberg, který z Bulharska uprchl před německou okupací. 
Unikátní je bulharská lidová hudba, jejíž rozšířený rytmický čas nemá v Evropě obdoby. Folklórní motivy se ve vážné hudbě pokoušel využít zejména Pančo Vladigerov. Ke klíčovým osobnostem bulharské pop-music patří Lili Ivanovová či Sylvie Vartanová. V ruské populární hudbě se prosadil Filipp Kirkorov.

### Vizuální umění a architektura

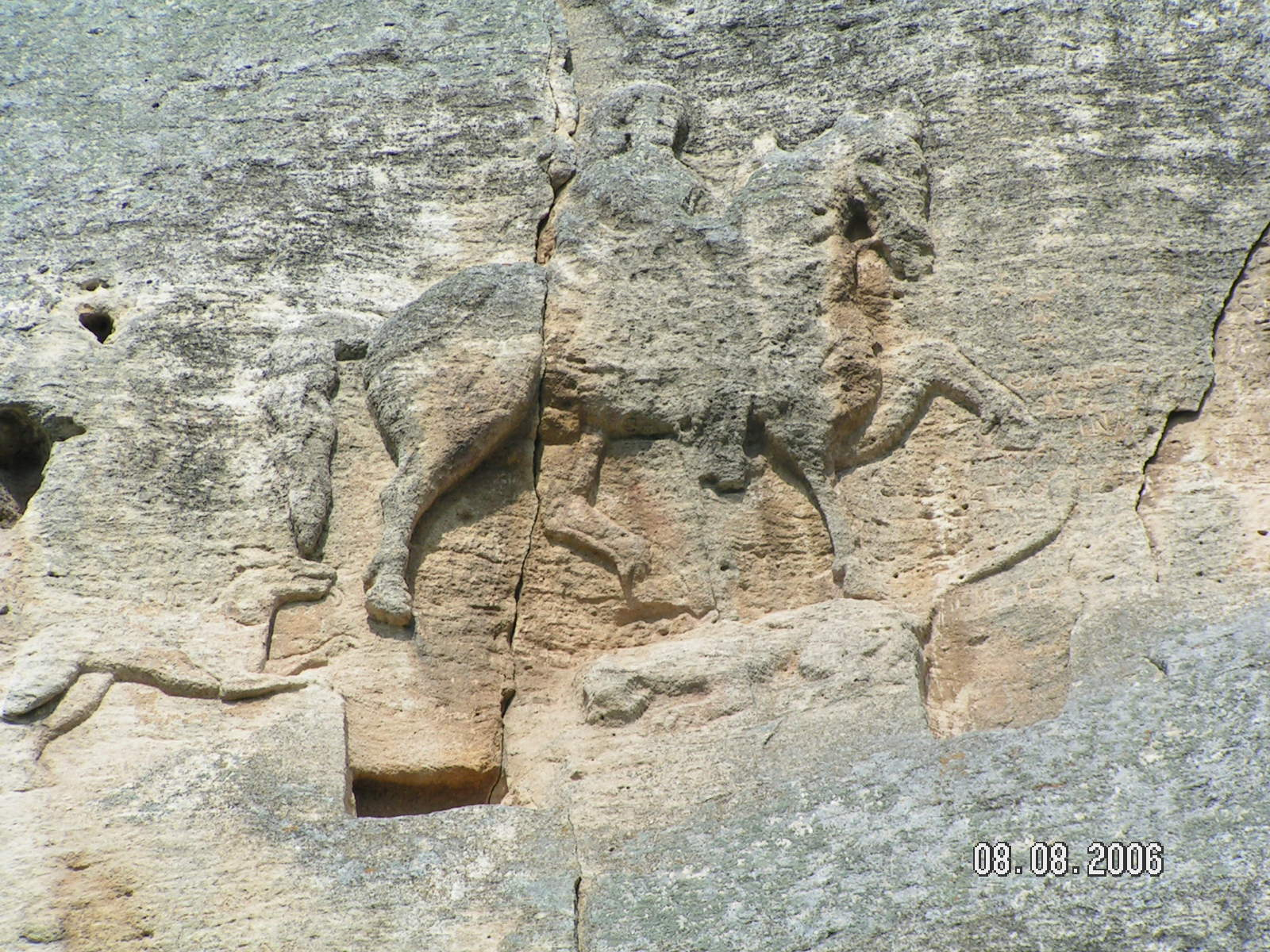
Madarský jezdec

V zámořském televizním průmyslu se prosadila herečka Nina Dobrevová (zejm. Upíří deníky), v sérii o Harrym Potterovi se proslavil Stanislav Janevski. Za komunistické éry patřila k hereckým hvězdám bulharské kinematografie například Katja Paskaleva, nebo „královna bulharské komedie“ Stojanka Mutafova.

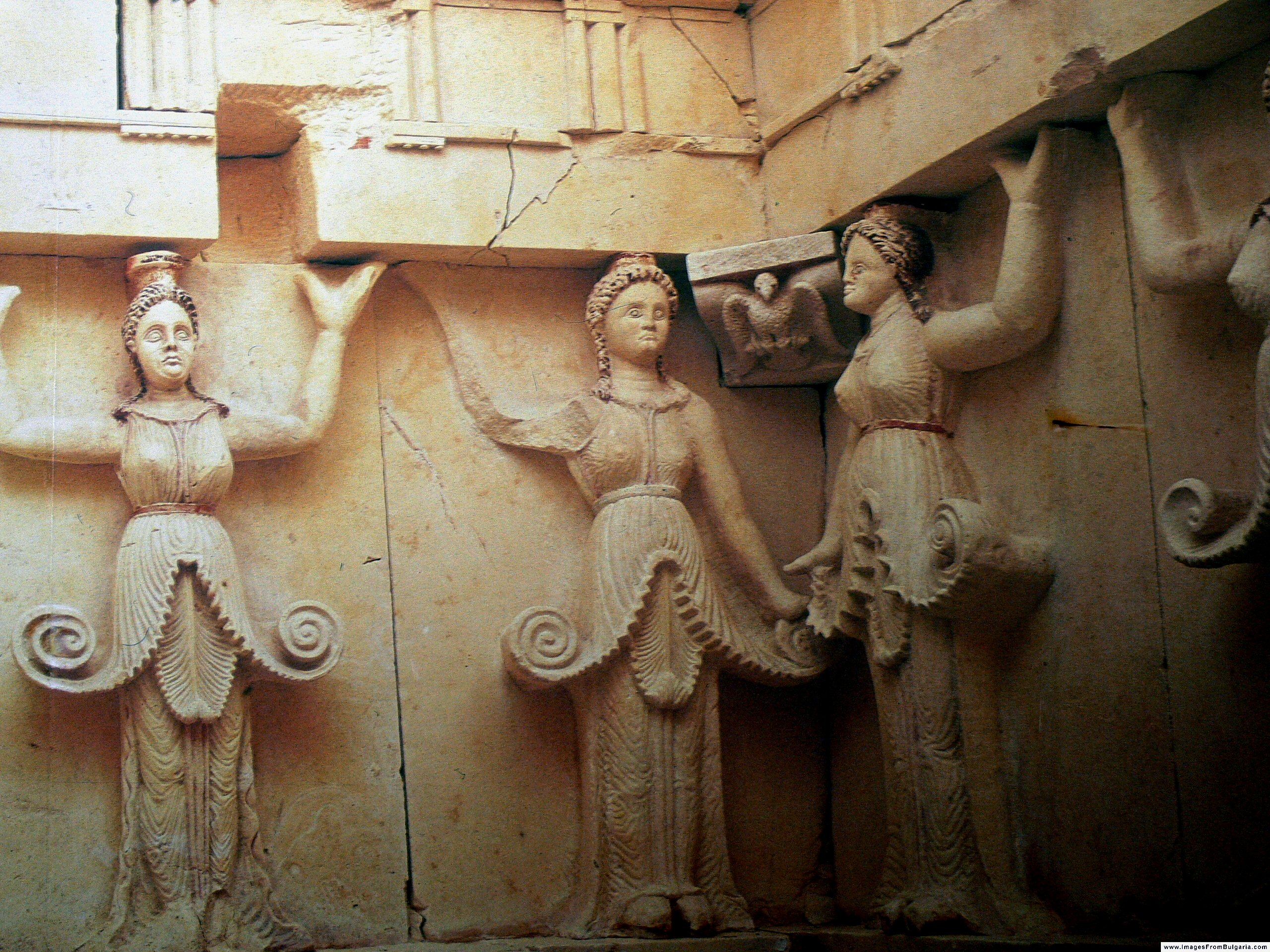
Sochy v Thrácké hrobce ve Sveštari

Z výtvarných umělců dosáhl největšího úspěchu představitel land artu Christo Javačev. Stavy bohémy na pařížském Montparnassu doplnil malíř Jules Pascin. Výjimečným artefaktem je tzv. Madarský jezdec, raně středověký skalní reliéf (patrně z 8. století), který se nachází jižně od města Šumen. Zobrazuje přes dvacet metrů velkého jezdce na koni, který je vytesán až ve sto metrové výšce nad povrchem země. Ještě starší jsou nástěnné malby v thrácké hrobce v Kazanlaku, spadají až do antického, přesněji helénského období. V thrácké hrobce ve Sveštari, ze stejného období, se zase zachovala unikátní sochařská výzdoba. Největší sbírkou výtvarného umění v Bulharsku disponuje Národní umělecká galerie, sídlící od pádu monarchie v bývalém královském paláci v Sofii.

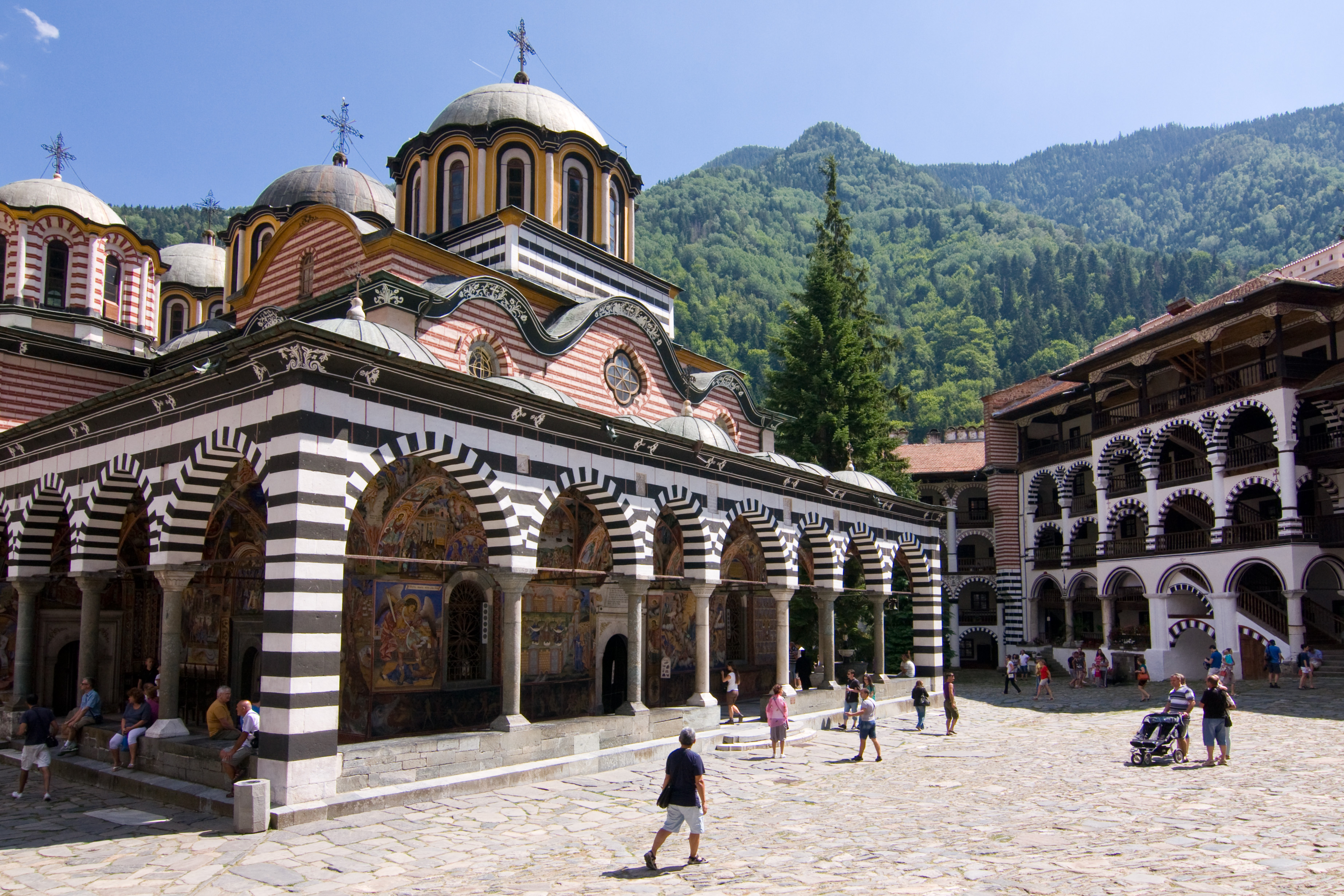
Rilský klášter

Katedrála svatého Alexandra Něvského

Architektonickými památkami zapsanými na seznam světového kulturního dědictví UNESCO jsou Bojanský kostel, Skalní kostely v Ivanovu, antické město Nesebar či Rilský klášter, největší klášter pravoslavné církve a klíčové centrum duchovního a společenského životě středověkého Bulharska. K nejvýznamnějším sakrálním stavbám patří Katedrála svatého Alexandra Něvského v Sofii postavená v 19. století v novobyzanském slohu, která slouží jako hlavní svatyně a sídlo patriarchy bulharské pravoslavné církve, a Mešita Banja Baši v Sofii z dílny slavného architekta Mimara Sinana. Ze středověkých hradů zbyly většinou ruiny, jako Bělogradčiská pevnost nebo Pevnost Carevec ve Velikem Tarnovu. K poměrně zachovalým naopak patří pevnost Baba Vida ve Vidinu. Na thráckou epochu upomínají zbytky pevnosti Perperikon.

### Tradice

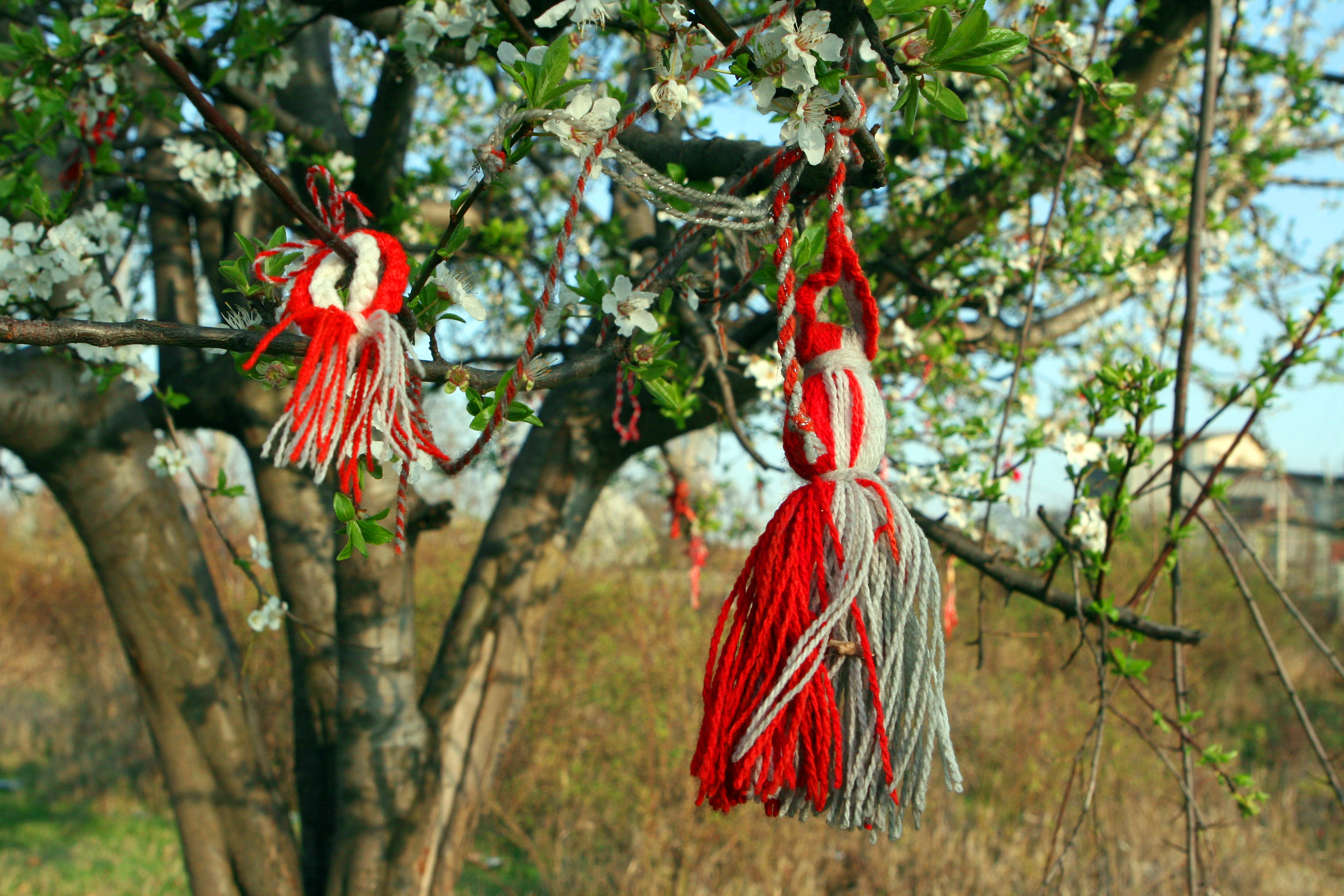
Martenica

Živý je také bulharský folklór. Na seznamu nehmotného kulturního světového dědictví UNESCO jsou tyto památky: rituál nestinarstvo (2009) zahrnující tanec po žhavých uhlících, který je tradicí zejména v pohoří Strandža na jihovýchodě Bulharska, dále soubor Bistriškite babi (2008), tradiční výroba koberců (2014), nebo uvazování martenici (červeno-bílé panenky) na stromy k uvítání jara (2017).
Mezi památky nehmotného dědictví UNESCO patří také festivaly v Koprivštici (2016) a Surva v Perniku (2015). V roce 2017 byla zapsána na seznam Čitalište (kulturní instituce). Známý je také rituál zahánění zlých duchů kukeri.

### Kuchyně

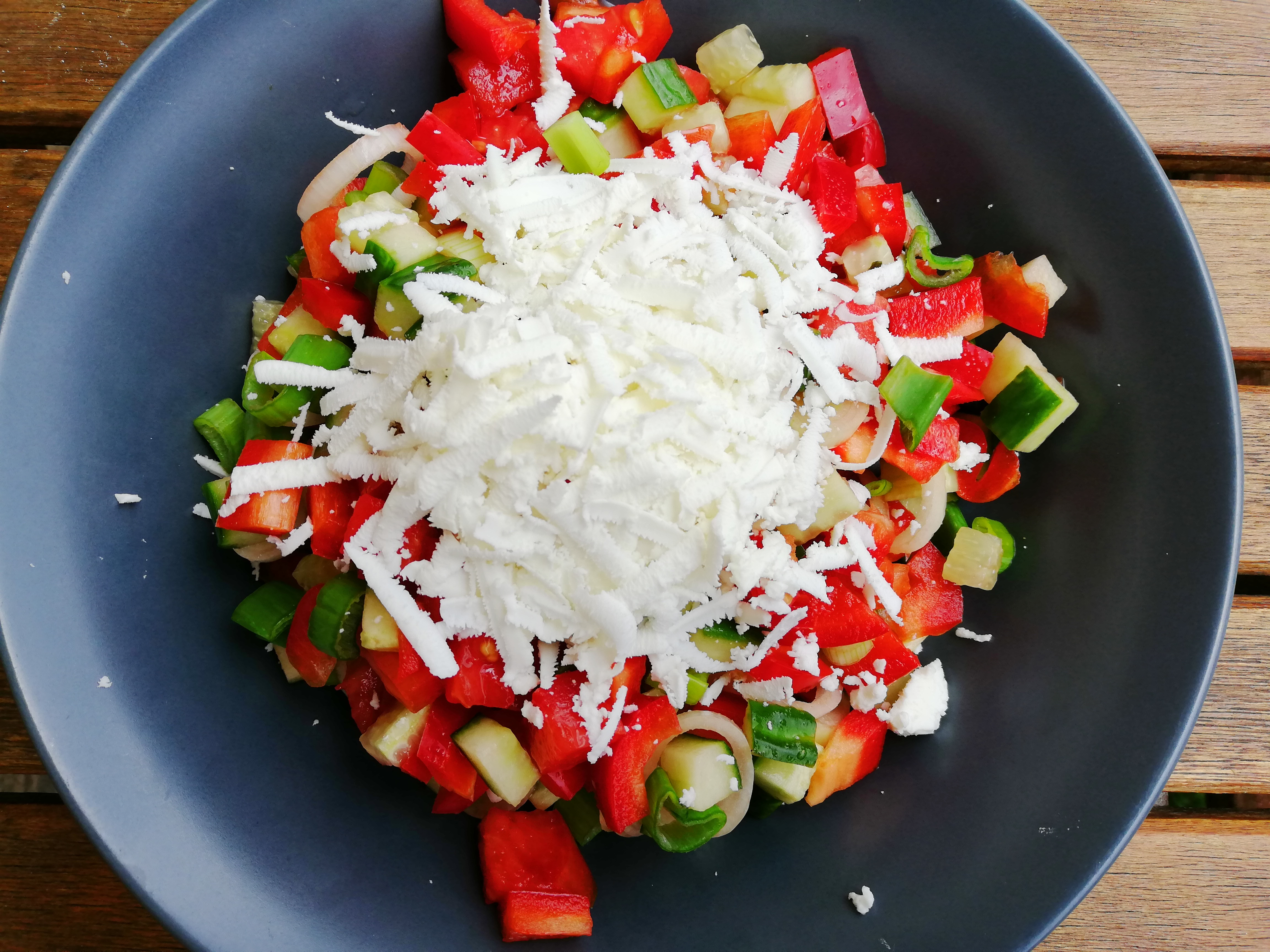
Šopský salát

Bulhaři jsou proslulí pěstováním zeleniny. Není proto divu, že národním jídlem je šopský salát. Vznikl přímo v Bulharsku a rozšířil se do celého světa. Což neznamená, že by Bulhaři neměli rádi maso, k nejoblíbenějším jeho úpravám patří musaka nebo burek. Obě jídla jsou zapékaná. Dalšími masovými jídly jsou džuveč, kebapče (bulharská varianta čevabčiči), masové koule kjufte nebo plněné listy vinné révy zvané sarma. Do salátů se často přidává sýr sirene, který je podobný balkánskému sýru nebo fetě. Stejně jako Češi, i Bulhaři sýr rádi smaží, používají k tomu většinou druh sýra zvaný kaškaval.
Velmi oblíbeným kořením je čubrica, což je směs koření, které obsahuje saturejku, libeček, chilli papričky, papriku, petržel, celer, kukuřičnou mouku a sůl. Používá se do polévek i na maso. Směs koření zvaná šarena sol (barevná sůl) obsahuje saturejku, papriku, sůl a další koření podle oblasti, kde se připravuje.
Tradičními sladkostmi jsou baklava, mekica (jakýsi langoš na sladko), sladké rohlíčky zvané kifličky nebo chalva. Z nápojů je oblíbené zvláště víno, Bulharsko patří mezi nejstarší vinařské oblasti na světě. Jako i jinde na Balkáně se pije pálenka rakije. Z nealkoholických nápojů je zvláštností ajran, jenž obsahuje jogurt, vodu a sůl. Podobné chuti je také studená polévka tarator, připravovaná z jogurtu, okurek a kopru, podobná tzatziki.

## Věda

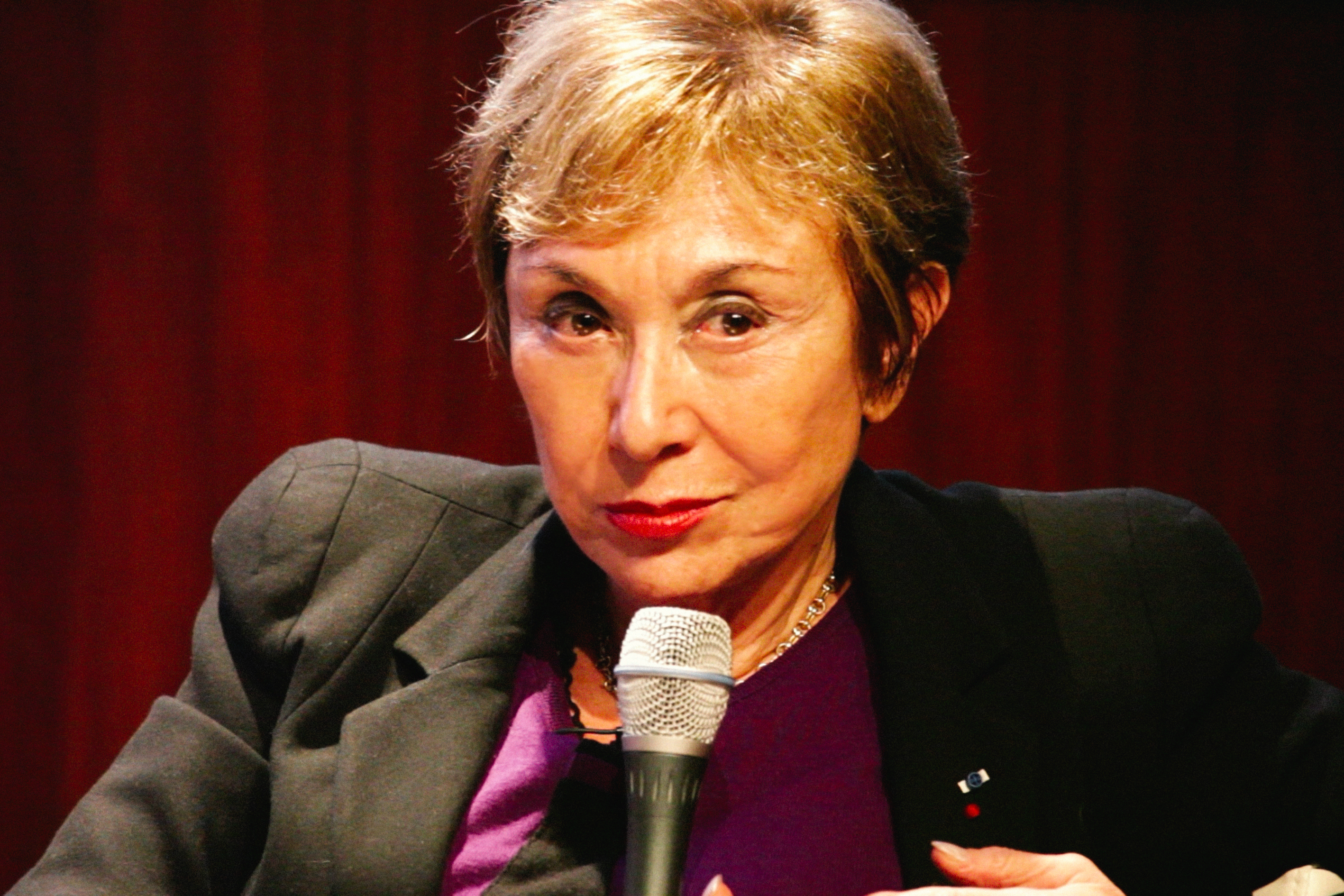
Julia Kristeva

Z Bulharska pocházejí dva významní představitelé humanitních a sociálních věd, byť se oba stali emigranty: feministická sémiotička Julia Kristeva a literární teoretik Tzvetan Todorov. Oba nakonec zakořenili ve francouzském intelektuálním prostředí. Nejznámějším bulharským filozofem je zakladatel tzv. ezoterního křesťanství Petar Danov. Ekonomka Kristalina Georgievová je od roku 2019 generální ředitelkou Mezinárodního měnového fondu.

V oblasti přírodních věd patřil k největším Bulharům lékař Stamen Grigorov, objevitel bakterie, která může za specifické vlastnosti jogurtu. Tato bakterie byla k jeho poctě nazvána Lactobacillus bulgaricus.

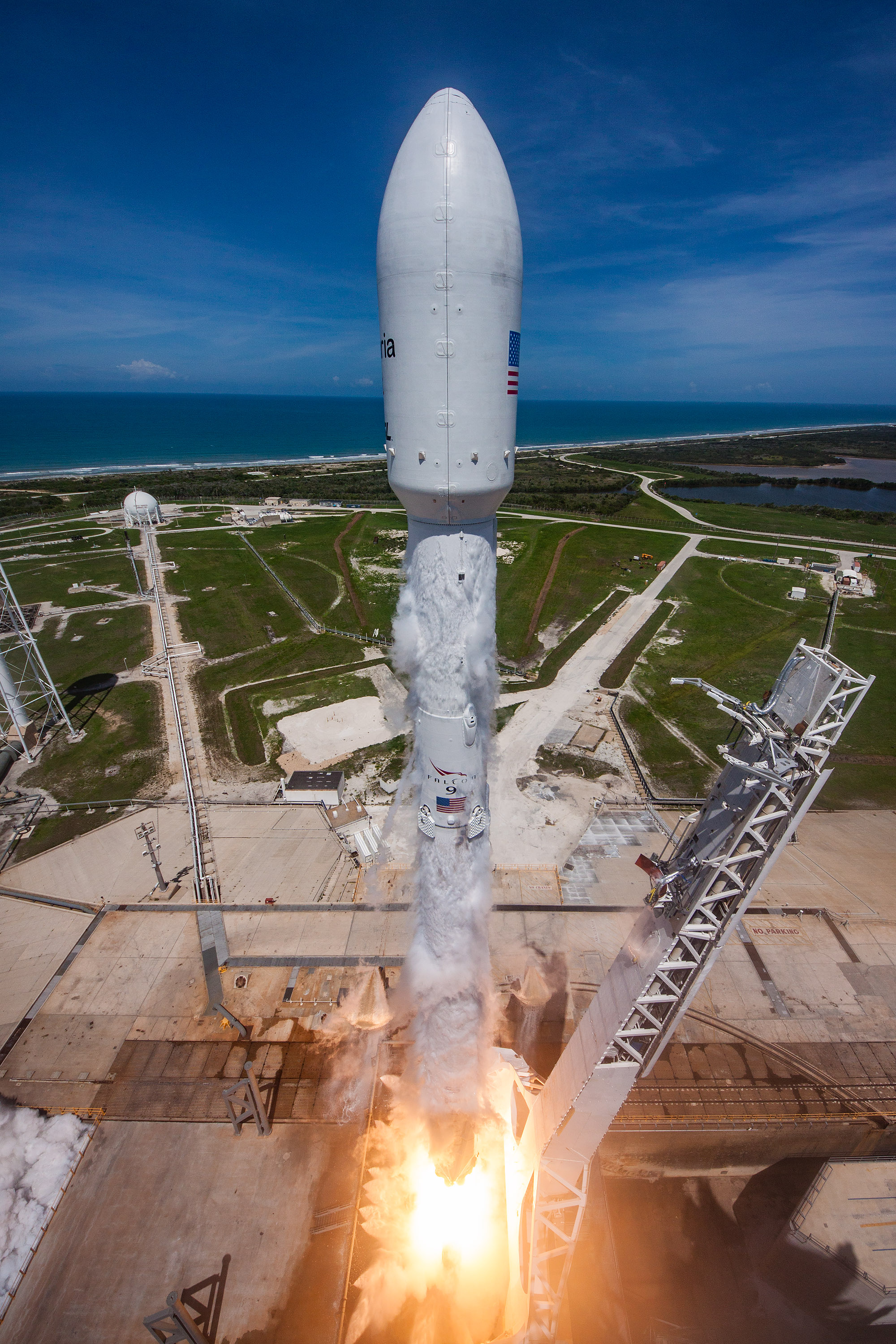
Falcon 9 s BulgariaSat-1

Bulhaři mají tradici kosmického výzkumu. Georgi Ivanov byl prvním bulharským kosmonautem, Alexandr Panajotov Alexandrov druhým. Bulharsko bylo rovněž první zemí, která pěstovala pšenici a zeleninu ve vesmíru, ve sklenících na vesmírné stanici Mir. Se Sověty Bulhaři spolupracovali na projektu Vega, od 90. let se rozvíjí spolupráce i se Spojenými státy, bulharská zařízení byla použita při průzkumu Marsu, bulharský spektrometr používaly například sondy Phobos a Phobos 2. V červnu 2017 americká společnost SpaceX vynesla na oběžnou dráhu první bulharskou geostacionární komunikační družici BulgariaSat-1, která má sloužit především pro televizní vysílání ve vysokém rozlišení. Satelit je napájen šesti solárními panely, které dohromady generují 10 kW elektrické energie. Předpokládaná životnost je 15 let a palivo by mělo stačit na 20 let provozu.
Tři procenta ekonomické produkce Bulharska generuje odvětví informačních a komunikačních technologií. Je v něm zaměstnáno 40 000 až 50 000 softwarových inženýrů. Více než čtvrtinu z nich tvoří ženy, což je nejvyšší procento žen v tomto oboru ze všech zemí EU. Vysoká úroveň bulharské informatiky je dědictvím už komunistické éry, kdy bylo Bulharsko nazýváno „rudé Silicon Valley“, kvůli své produkci výpočetní techniky. Bulharsko je také regionálním lídrem ve vysoce výkonných počítačích a provozuje Avitohol, největší superpočítač v jihovýchodní Evropě.

## Sport

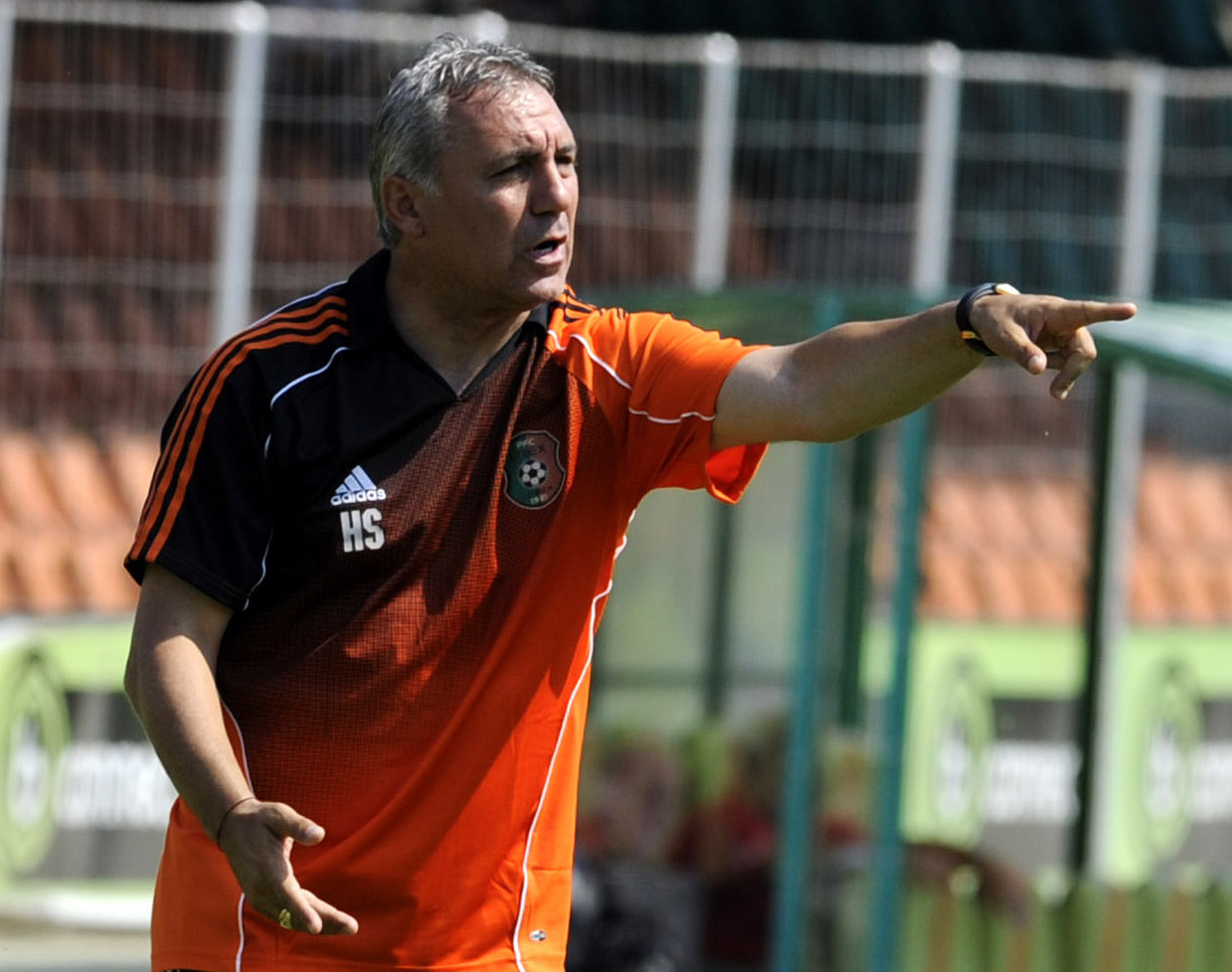
Christo Stoičkov

Nejpopulárnějším sportovcem všech časů je v Bulharsku fotbalista Christo Stoičkov. Roku 1994 získal Zlatý míč pro nejlepšího fotbalistu Evropy, ve stejném roce dotáhl bulharskou reprezentaci k jejímu největšímu úspěchu na světovém šampionátu (4. místo) a se španělským klubem FC Barcelona vyhrál Ligu mistrů (1992). Nejlepšími střelci v historii národního týmu jsou Christo Bonev a Dimitar Berbatov.
Mimořádnou tradici má v Bulharsku zápas řecko-římský a vzpírání. Zápasníci přivezli již 16 zlatých medailí z olympijských her (dvě zlaté mají Bojan Radev a Petar Kirov), vzpěrači 12 (dvě zlaté Norair Nurikjan), zejména díky inovativním tréninkovým metodám Ivana Abadžieva. První zlatou z jiného sportu, než jsou tyto, přivezl roku 1972 boxer Georgi Kostadinov. První atletickou pak z Montrealu roku 1976 koulařka Ivanka Christovová. Bulharům se daří v trojskoku, olympijské zlato mají Christo Markov a Tereza Marinovová. 

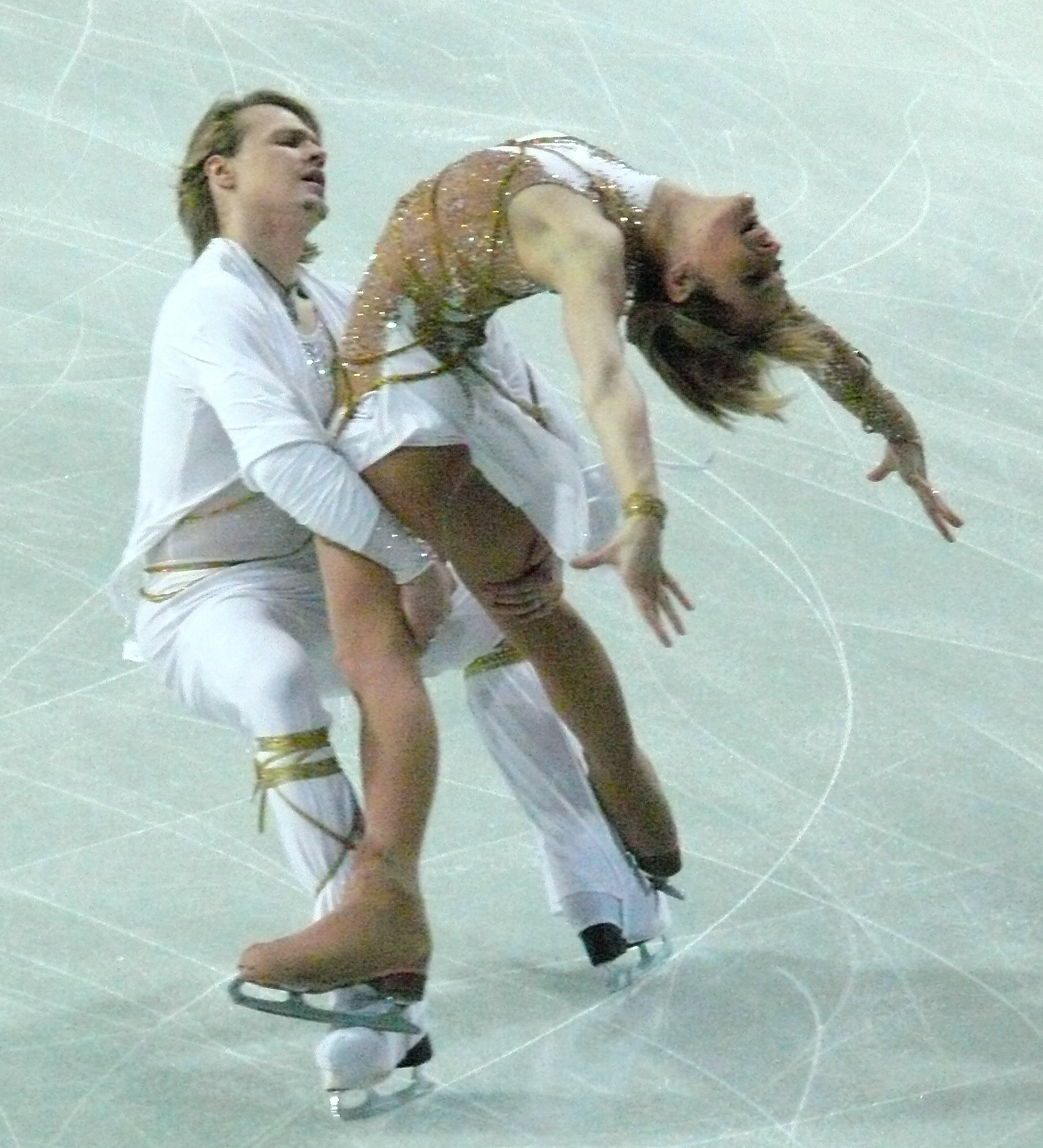
Denkova a Staviski

Asi nejpopulárnější bulharskou atletkou byla skokanka do výšky Stefka Kostadinovová, jež od roku 1987 drží světový výškařský rekord mezi ženami (209 cm). Výjimečnou žeň zažili Bulhaři na olympiádě v Soulu roku 1988, odkud přivezli rekordních deset zlatých, mj. překážkářka Jordanka Donkovová. Dvě olympijská zlata a pět titulů mistra světa má kanoista Nikolaj Buchalov. 
Jedinou zlatou ze zimních olympiád Bulhaři získali díky biatlonistce Ekaterině Dafovské. Ovšem kupříkladu taneční pár Albena Denkova a Maxim Staviski získal dva tituly mistra světa v krasobruslení.
Do síně slávy Mezinárodní volejbalové federace byl uveden Dimitar Zlatanov. Byl hlavní hvězdou týmu CSKA Sofia, který v roce 1969 jakožto jediný bulharský klub v historii vyhrál nejprestižnější evropskou klubovou soutěž, Pohár mistrů (dnes Liga mistrů) a v roce 1976 druhou nejprestižnější, Pohár vítězů pohárů (dnes Pohár CEV). Ženy CSKA vyhrály Ligu mistrů dvakrát (1979, 1984).
Na 64 polích se výrazně prosadil šachový velmistr Veselin Topalov. V jeho stopách jde Antoaneta Stefanovová.

## Úřední název státu
- od listopadu 1990 – Bulharská republika / Republika Bulharsko (bulharsky Република България, Republika Bălgarija)

### Dřívější úřední názvy
- 1946–1990 Bulharská lidová republika (Narodna republika Bălgarija)
- 1908–1946 Bulharské carství (Carstvo Bălgarija)
- 1878–1908 Bulharské knížectví (Knjažestvo Bălgarija)